# 進ぬ!電波少年
『進ぬ!電波少年』（すすぬ でんぱしょうねん）は、1998年1月11日から2002年9月29日まで、日本テレビ系列で毎週日曜22:30 - 22:56 (JST) に全248回放送された、日本テレビ制作のバラエティ番組。電波少年シリーズの第2弾に当たる。

## 概要
前番組として、1992年より放送されていた『進め!電波少年』をリニューアルする形でスタートした番組であり、本番組の開始から3か月後の1998年4月5日には『雷波少年』という兄弟番組も日曜午前にてスタートし、2002年3月31日まで放送された。
第1回、1998年1月11日のテレビ番組表の表記は「電波少年　はどうなる今夜明らか」。
スタッフや企画方針などは基本的に従来通りであるが、松村邦洋がレギュラーから外れた（進め!電波少年#松村降板騒動を参照）のに伴い、本番組からは松本明子が単独で司会を務めるようになった。その松本も、1999年1月に司会をチューヤンに託して一時降板しており、4月の復帰後は松本とチューヤンの2人で進行した。さらに2000年には松本が産休に入るため、代役として『雷波少年』の企画に参加したこともある女優の室井滋を起用。初登場の際には「懸賞生活」以降のお決まりスタイルである「アイマスクとヘッドホン着用での出演となった。
本番組より、「Tプロデューサー」こと土屋敏男が若手芸人に使命を伝える場面でたびたび登場するようになり、番組中期からは「ダースベイダーのテーマ」にのせての登場が定番となった。番組放送中の2001年5月には土屋が日テレの編成部長に昇進。通常であれば降板となるところ、土屋はその後も「企画」という形で引き続き本番組に関与し、番組内への登場も「T部長」として美人秘書のナンシーを従えるスタイルへとバージョンアップした。
前番組の主体であったアポなしロケに代わり、本番組では前番組後半からの「ヒッチハイク企画」を主とした流れを受け継ぎ、ほぼ無名に近い若手タレントらを体当たりで合宿方式を用いた企画シリーズを展開した。特になすびの「電波少年的懸賞生活」、朋友の「アフリカ・ヨーロッパ大陸縦断ヒッチハイク」、Rまにあの「電波少年的無人島脱出」および「電波少年的スワンの旅」などの企画は好評を博し、1998年8月16日、9月13日放送分では視聴率30.4%を獲得するなど、当時の日本テレビの看板番組の一つに数えられるほどの人気を獲得した。初期には以前の路線を踏襲した「電波少年的いい事（ハウス加賀谷が担当）」、「つぶやきシローの言っちゃおっかな」といった企画も行われたがいずれも1回限りで終了した。
もっとも、番組後半ではヒッチハイクも世界中行き尽くして行くところがなくなり、企画のマンネリ化や、なすびのような人材も出なくなるなど、人気に次第に陰りが見え始めることとなる。長期にわたる看板企画が終了する一方で、新しい企画も多数作られるものの相次いで短期で終了という状況が続いた。また本番組のみならず、テレビバラエティ番組というジャンル自体における、企画・演出の過激化への視聴者からの風当たりも増してゆき、番組末期でも15%以上の視聴率を保っていたが、2002年9月29日に番組終了の運びとなった。最終回のエンディングでは、通常オープニングで流れるCG映像を逆再生し、空も通常の青から夕焼け、そして夜闇へと変化。最終的に電波少年の空想上の建物自体が壊れるという演出で、4年9ヶ月に及んだ番組に幕を下ろした。この時の映像は、後に同じ日本テレビ系列の『超問クイズ! 真実か?ウソか?』（2019年1月4日放送分。この時は後述の『毛が生えた 最後の聖戦』ではなく、『進ぬ!』の最終回であるこの回がシリーズの最終回として扱われた）や、2021年にWOWOWで放送された『電波少年W 〜あなたのテレビの記憶を集めた〜い!〜』の最終回でも使用された。
『電波少年』の流れは、本番組終了の翌月より土曜22時台にて1時間枠でスタートした『電波少年に毛が生えた 最後の聖戦』へと引き継がれた。

## オープニングおよびタイトル呼称について
オープニングでは最初に『進め!電波少年』のタイトルが従来どおりに表示されたあと、「め」の部分が「ぬ」に変わっていくアニメーションが使われ、前番組からのリニューアルであることを示していた。そして司会者が登場し、「（こんばんは〜!） 『進ぬ!電波少年』で〜す!」とコールされた。
一方で、番組外では告知など、番組中でも単に『電波少年』と呼称・表記されることがほとんどだった。演出の土屋敏男曰く、これは日本テレビから「このタイトルは日本語ではない」と認めてくれないことから、番組内のみでしか正式タイトルを使用できなかったという。

## 主な出演者

### 司会
- 松本明子
- チューヤン（1999年1月 - ）
- 室井滋（松本産休時の代役として出演）

### ナレーター
- 木村匡也（KYOYA E.P）
- 伊倉一恵（青二プロダクション）
- 大神いずみ（当時・日本テレビアナウンサー）
- 鈴木君枝（当時・日本テレビアナウンサー）

### 本番組出身のタレント
- 朋友（パンヤオ）（チューヤン・伊藤高史のコンビ） - 「アフリカ・ヨーロッパ大陸縦断ヒッチハイク」
- 坂本ちゃん・唐木恵子（現・春野恵子） - 「電波少年的東大一直線→電波少年的どこでもいいから一直線」
- なすび - 「電波少年的懸賞生活」シリーズ
- 真中瞳（現・東風万智子） - 「電波少年的ハルマゲドン2」、「電波少年的80日間世界一周」
- Rまにあ（ロッコツマニア） - 「電波少年的無人島脱出」、「電波少年的スワンの旅」シリーズ
- 矢部太郎（カラテカ） - 「電波少年的XX人を笑わしにいこう」シリーズ
- 川元文太（ダブルブッキング） - 「電波少年的箱男」
- 黒沢かずこ（当時は本名である「黒沢宗子」の名で出演、森三中） - 「電波少年的15少女漂流記 → 8少女漂流記」
- いとうあさこ（黒沢同様、当時は本名である「伊藤麻子」の名で出演） - 「電波少年的15少女漂流記 → 8少女漂流記」
- 斉藤ゆり（地球防衛軍ピンク） - 「電波少年的地球防衛軍」「電波少年的15少女漂流記 → 8少女漂流記」

## 放送リスト
| 放送回 | サブタイトル | 放送日         |
| ------ | --- | -------------- |
| 1      | ドロンズ 南北アメリカ大陸縦断ヒッチハイク！ゴールまでのクライマックス 無敵のセールスマン 電波少年的懸賞生活                                                 | 1998年 1月11日 |
| 2      | ドロンズ 南北アメリカ大陸縦断ヒッチハイク！ゴール その後 電波少年的懸賞生活                                                                                 | 1月18日        |
| 3      | ドロンズ 南北アメリカ大陸縦断ヒッチハイク！帰郷 無敵のセールスマン 電波少年的懸賞生活                                                                       | 1月25日        |
| 4      | ドロンズ 南北アメリカ大陸縦断ヒッチハイク！その後 無敵のセールスマン 電波少年的懸賞生活                                                                     | 2月1日         |
| 5      | ハウス加賀谷 進ぬ！電波少年新企画第2弾 無敵のセールスマン 電波少年的懸賞生活                                                                                | 2月8日         |
| 6      | 無敵のセールスマン 電波少年的懸賞生活 朋友(パンヤオ)進ぬ！電波少年新企画第3弾                                                                               | 2月15日        |
| 7      | 無敵のセールスマン 電波少年的懸賞生活 アフリカ・ヨーロッパ大陸縦断ヒッチハイク                                                                              | 2月22日        |
| 8      | 無敵のセールスマン 電波少年的懸賞生活 アフリカ・ヨーロッパ大陸縦断ヒッチハイク                                                                              | 3月1日         |
| 9      | アフリカ・ヨーロッパ大陸縦断ヒッチハイク 電波少年的懸賞生活                                                                                                 | 3月8日         |
| 10     | 無敵のセールスマン 電波少年的懸賞生活 アフリカ・ヨーロッパ大陸縦断ヒッチハイク                                                                              | 3月15日        |
| 11     | つぶやきシロー 極寒のモスクワ大捜査 アフリカ・ヨーロッパ大陸縦断ヒッチハイク ドロンズ石本 再び旅立ち ドロンズ石本 南米大陸へ ハウス加賀谷 世界の助っ人PART6 | 3月28日        |
| 12     | 電波少年的懸賞生活 アフリカ・ヨーロッパ大陸縦断ヒッチハイク つぶやきシロー 進ぬ！電波少年新企画第4弾                                                        | 3月29日        |
| 13     | 電波少年的懸賞生活 アフリカ・ヨーロッパ大陸縦断ヒッチハイク 無敵のセールスマン                                                                              | 4月5日         |
| 14     | 電波少年的懸賞生活 あいつらが帰ってきたー！ アフリカ・ヨーロッパ大陸縦断ヒッチハイク                                                                        | 4月12日        |
| 15     | 電波少年的懸賞生活 進ぬ！電波少年新企画第5弾！ アフリカ・ヨーロッパ大陸縦断ヒッチハイク                                                                     | 4月19日        |
| 16     | ハウス加賀谷 電波少年的いい事FILE2 無敵のセールスマン 電波少年的懸賞生活 アフリカ・ヨーロッパ大陸縦断ヒッチハイク                                           | 4月26日        |
| 17     | 電波少年的懸賞生活 電波少年的無人島脱出 アフリカ・ヨーロッパ大陸縦断ヒッチハイク                                                                            | 5月3日         |
| 18     | 電波少年的懸賞生活 電波少年的無人島脱出 アフリカ・ヨーロッパ大陸縦断ヒッチハイク                                                                            | 5月10日        |
| 19     | 電波少年的懸賞生活 電波少年的無人島脱出 アフリカ・ヨーロッパ大陸縦断ヒッチハイク                                                                            | 5月17日        |
| 20     | 電波少年的懸賞生活 電波少年的無人島脱出 アフリカ・ヨーロッパ大陸縦断ヒッチハイク                                                                            | 5月24日        |
| 21     | 電波少年的懸賞生活 電波少年的無人島脱出 アフリカ・ヨーロッパ大陸縦断ヒッチハイク                                                                            | 5月31日        |
| 22     | 電波少年的懸賞生活 電波少年的無人島脱出 アフリカ・ヨーロッパ大陸縦断ヒッチハイク                                                                            | 6月7日         |
| 23     | 電波少年的懸賞生活 電波少年的無人島脱出 アフリカ・ヨーロッパ大陸縦断ヒッチハイク                                                                            | 6月14日        |
| 24     | 電波少年的懸賞生活 電波少年的無人島脱出 アフリカ・ヨーロッパ大陸縦断ヒッチハイク 電波少年的懸賞生活 緊急事態発生！                                          | 6月21日        |
| 25     | 電波少年的懸賞生活 電波少年的無人島脱出 アフリカ・ヨーロッパ大陸縦断ヒッチハイク                                                                            | 6月28日        |
| 26     | 電波少年的懸賞生活 電波少年的無人島脱出 アフリカ・ヨーロッパ大陸縦断ヒッチハイク                                                                            | 7月5日         |
| 27     | 電波少年的懸賞生活 電波少年的無人島脱出 アフリカ・ヨーロッパ大陸縦断ヒッチハイク                                                                            | 7月19日        |
| 28     | 電波少年的懸賞生活 電波少年的無人島脱出 アフリカ・ヨーロッパ大陸縦断ヒッチハイク                                                                            | 7月26日        |
| 29     | アフリカ・ヨーロッパ大陸縦断ヒッチハイク 電波少年的懸賞生活 電波少年的無人島脱出                                                                            | 8月2日         |
| 30     | 電波少年的無人島脱出スペシャル！ | 8月9日         |
| 31     | 電波少年的懸賞生活 電波少年的スワンの旅 アフリカ・ヨーロッパ大陸縦断ヒッチハイク                                                                            | 8月16日        |
| 32     | 電波少年的懸賞生活 電波少年的スワンの旅 アフリカ・ヨーロッパ大陸縦断ヒッチハイク                                                                            | 8月23日        |
| 33     | 電波少年的懸賞生活 電波少年的スワンの旅 アフリカ・ヨーロッパ大陸縦断ヒッチハイク                                                                            | 8月30日        |
| 34     | 電波少年的懸賞生活 電波少年的スワンの旅 アフリカ・ヨーロッパ大陸縦断ヒッチハイク                                                                            | 9月6日         |
| 35     | 電波少年的懸賞生活 電波少年的スワンの旅 アフリカ・ヨーロッパ大陸縦断ヒッチハイク                                                                            | 9月13日        |
| 36     | 電波少年的懸賞生活 電波少年的スワンの旅 アフリカ・ヨーロッパ大陸縦断ヒッチハイク                                                                            | 9月20日        |
| 37     | 電波少年的懸賞生活 電波少年的スワンの旅 アフリカ・ヨーロッパ大陸縦断ヒッチハイク                                                                            | 9月27日        |
| 38     | アフリカ・ヨーロッパ大陸縦断ヒッチハイク 電波少年的スワンの旅 電波少年的スワンの旅 ゴール緊急生中継                                                         | 10月4日        |
| 39     | 電波少年みなとまつり 電波少年的懸賞生活 アフリカ・ヨーロッパ大陸縦断ヒッチハイク                                                                            | 10月11日       |
| 40     | 電波少年的懸賞生活 電波少年的スワンの旅 仙台 アフリカ・ヨーロッパ大陸縦断ヒッチハイク                                                                       | 10月18日       |
| 41     | 電波少年的懸賞生活 電波少年的スワンの旅 仙台 アフリカ・ヨーロッパ大陸縦断ヒッチハイク                                                                       | 10月25日       |
| 42     | 電波少年的懸賞生活 電波少年的スワンの旅 仙台 アフリカ・ヨーロッパ大陸縦断ヒッチハイク                                                                       | 11月1日        |
| 43     | 電波少年的懸賞生活 電波少年的スワンの旅 仙台 アフリカ・ヨーロッパ大陸縦断ヒッチハイク                                                                       | 11月8日        |
| 44     | アフリカ・ヨーロッパ大陸縦断ヒッチハイク ゴール寸前生中継 アフリカ・ヨーロッパ大陸縦断ヒッチハイク アフリカ・ヨーロッパ大陸縦断ヒッチハイク ゴールの瞬間    | 11月14日       |
| 45     | アフリカ・ヨーロッパ大陸縦断ヒッチハイク！ゴール その後 電波少年的懸賞生活                                                                                  | 11月15日       |
| 46     | アフリカ・ヨーロッパ大陸縦断ヒッチハイク！帰朝報告前 未公開VTR 電波少年的懸賞生活 電波少年的スワンの旅 仙台                                                 | 11月22日       |
| 47     | 朋友(パンヤオ)最新情報！ 電波少年的懸賞生活 電波少年的スワンの旅 仙台                                                                                       | 11月29日       |
| 48     | 朋友(パンヤオ)最新情報！ 電波少年的懸賞生活 電波少年的スワンの旅 仙台                                                                                       | 12月6日        |
| 49     | 朋友(パンヤオ)最新情報！ 電波少年的懸賞生活 電波少年的スワンの旅 仙台                                                                                       | 12月13日       |
| 50     | 朋友(パンヤオ)最新情報！ アフリカ・ヨーロッパ大陸縦断ヒッチハイク！ 帰朝報告前 未公開VTR 電波少年的スワンの旅 仙台                                          | 12月20日       |
| 51     | 朋友(パンヤオ)最新情報！ アフリカ・ヨーロッパ大陸縦断ヒッチハイク！帰朝報告前 未公開VTR 電波少年的スワンの旅 仙台                                           | 12月27日       |

| 放送回 | サブタイトル | 放送日        |
| ------ | --- | ------------- |
| 52     | 朋友(パンヤオ)最新情報！その後の伊藤 電波少年的懸賞生活 ゴール                                                                                         | 1999年 1月1日 |
| 53     | 電波少年的懸賞生活 その後 電波少年的スワンの旅 仙台ゴール 生放送 伊藤断念宣言？                                                                        | 1月10日       |
| 54     | 電波少年的懸賞生活 in KOREA 電波少年的スワンの旅 in the World                                                                                          | 1月17日       |
| 55     | 電波少年的懸賞生活 in KOREA 電波少年的スワンの旅 in the WORLD 朋友(パンヤオ)伊藤 空白の10日間の謎                                                      | 1月24日       |
| 56     | 電波少年的懸賞生活 in KOREA アフリカ・ヨーロッパ大陸縦断ヒッチハイク！未公開VTR 電波少年的スワンの旅 i the WORLD                                       | 1月31日       |
| 57     | 電波少年的懸賞生活 in KOREA アフリカ・ヨーロッパ大陸縦断ヒッチハイク！未公開VTR 電波少年的スワンの旅 in the WORLD                                      | 2月7日        |
| 58     | 電波少年的懸賞生活 in KOREA アフリカ・ヨーロッパ大陸縦断ヒッチハイク！未公開VTR 電波少年的スワンの旅 In the WORLD 電波少年的懸賞生活 in KOREA ニュース | 2月14日       |
| 59     | 電波少年的懸賞生活 in KOREA アフリカ・ヨーロッパ大陸縦断ヒッチハイク！未公開VTR 電波少年的スワンの旅 in the WORLD                                      | 2月21日       |
| 60     | 電波少年的懸賞生活 in KOREA アフリカ・ヨーロッパ大陸縦断ヒッチハイク！未公開VTR 電波少年的スワンの旅 in the WORLD                                      | 2月28日       |
| 61     | 電波少年的懸賞生活 in KOREA 電波少年的新企画 電波少年的スワンの旅 in the WORLD                                                                         | 3月7日        |
| 62     | 電波少年的懸賞生活 in KOREA 電波少年的新企画 電波少年的スワンの旅 in the WORLD                                                                         | 3月14日       |
| 63     | 電波少年的懸賞生活 in KOREA 電波少年的新企画 電波少年的スワンの旅 in the WORLD                                                                         | 3月21日       |
| 64     | 電波少年的懸賞生活 in KOREA 電波少年的スワンの旅 in the WORLD 電波少年的懸賞生活 in KOREA ゴールの瞬間 ヨーデルまつり                                  | 3月28日       |
| 65     | 電波少年的懸賞生活 in KOREA その後 電波少年的ハルマゲドン 電波少年的スワンの旅 in the WORLD                                                            | 4月11日       |
| 66     | 電波少年的懸賞生活 in KOREA その後 電波少年的ハルマゲドン 電波少年的スワンの旅 in the WORLD                                                            | 4月18日       |
| 67     | 電波少年的ハルマゲドン なすび 新企画第2弾！ 電波少年的スワンの旅 in the WORLD                                                                          | 4月25日       |
| 68     | 電波少年的ハルマゲドン 電波少年的超能力生活 電波少年的スワンの旅 in the WORLD                                                                          | 5月2日        |
| 69     | 電波少年的スワンの旅 in the WORLD 電波少年的超能力生活 電波少年的超能力生活 先週の予言 電波少年的ハルマゲドン                                          | 5月9日        |
| 70     | 電波少年的スワンの旅 in the WORLD 電波少年的超能力生活 電波少年的ハルマゲドン 電波少年的ハルマゲドン2                                                  | 5月16日       |
| 71     | 電波少年的超能力生活 電波少年的超能力生活 先週のテレパシー 電波少年的ハルマゲドン2 電波少年的スワンの旅 in the WORLD                                   | 5月23日       |
| 72     | 電波少年的スワンの旅 in the WORLD 電波少年的超能力生活 電波少年的超能力生活 先週のテレパシー 電波少年的ハルマゲドン2                                   | 5月30日       |
| 73     | 電波少年的スワンの旅 in the WORLD 電波少年的超能力生活 電波少年的超能力生活 今週の予言 電波少年的ハルマゲドン2                                         | 6月6日        |
| 74     | 電波少年的スワンの旅 in the WORLD 電波少年的超能力生活 電波少年的超能力生活 先週の予言 電波少年的ハルマゲドン2                                         | 6月13日       |
| 75     | 電波少年的超能力生活 電波少年的スワンの旅 in the WORLD 電波少年的ハルマゲドン2                                                                         | 6月20日       |
| 76     | 電波少年的超能力生活 電波少年的スワンの旅 in the WORLD 電波少年的ハルマゲドン2                                                                         | 6月27日       |
| 77     | 電波少年的超能力生活 最新情報 電波少年的ハルマゲドン2 電波少年的スワンの旅 in the WORLD 応援歌を作ってあげたい                                         | 7月3日        |
| 78     | 電波少年的スワンの旅 in the WORLD 内田有紀 Rマニアに応援歌を届ける                                                                                     | 7月4日        |
| 79     | 電波少年的超能力生活 安田スペシャル | 7月11日       |
| 80     | 電波少年的スワンの旅 in the WORLD 電波少年的地球防衛軍                                                                                                 | 7月18日       |
| 81     | 電波少年的地球防衛軍 電波少年的スワンの旅 in the WORLD                                                                                                 | 7月25日       |
| 82     | 電波少年的地球防衛軍 電波少年的スワンの旅 in the WORLD 電波少年的浪速恋しぐれ                                                                          | 8月1日        |
| 83     | 電波少年的地球防衛軍 電波少年的スワンの旅 in the WORLD 電波少年的浪速恋しぐれ                                                                          | 8月8日        |
| 84     | 電波少年的浪速恋しぐれ 電波少年的スワンの旅 in the WORLD 電波少年的地球防衛軍                                                                          | 8月15日       |
| 85     | 電波少年的スワンの旅 in the WORLD 電波少年的地球防衛軍 電波少年的浪速恋しぐれ                                                                          | 8月22日       |
| 86     | 電波少年的スワンの旅 in the WORLD 電波少年的地球防衛軍 電波少年的浪速恋しぐれ                                                                          | 8月29日       |
| 87     | 電波少年的地球防衛軍 電波少年的浪速恋しぐれ 電波少年的スワンの旅 in the WORLD                                                                          | 9月5日        |
| 88     | 電波少年的地球防衛軍 電波少年的浪速恋しぐれ 電波少年的スワンの旅 in the WORLD                                                                          | 9月12日       |
| 89     | 電波少年的浪速恋しぐれ 電波少年的地球防衛軍 電波少年的スワンの旅 in the WORLD                                                                          | 9月19日       |
| 90     | 電波少年的浪速恋しぐれ 電波少年的地球防衛軍 電波少年的スワンの旅 in the WORLD                                                                          | 9月26日       |
| 91     | 電波少年的浪速恋しぐれ 電波少年的地球防衛軍 電波少年的スワンの旅 in the WORLD                                                                          | 10月3日       |
| 92     | 電波少年的地球防衛軍 最新情報 電波少年的スワンの旅 in the WORLD 最新情報 電波少年的スワンの旅 ゴール 電波少年的地球防衛軍 客前生5択ショー              | 10月10日      |
| 93     | 電波少年的スワンの旅 in the WORLD ゴールその後 電波少年的浪速恋しぐれ 電波少年的地球防衛軍 電波少年的80日間世界一周                                    | 10月17日      |
| 94     | 電波少年的スワンの旅 in the WORLD 帰朝報告会 電波少年的浪速恋しぐれ 電波少年的80日間世界一周                                                           | 10月24日      |
| 95     | 電波少年的地球防衛軍 電波少年的浪速恋しぐれ 電波少年的80日間世界一周                                                                                   | 10月31日      |
| 96     | 電波少年的地球防衛軍 電波少年的浪速恋しぐれ 電波少年的80日間世界一周                                                                                   | 11月7日       |
| 97     | 電波少年的地球防衛軍 電波少年的浪速恋しぐれ 電波少年的80日間世界一周                                                                                   | 11月14日      |
| 98     | 電波少年的地球防衛軍 電波少年的浪速恋しぐれ 電波少年的80日間世界一周                                                                                   | 11月21日      |
| 99     | 電波少年的地球防衛軍 電波少年的浪速恋しぐれ 電波少年的80日間世界一周                                                                                   | 11月28日      |
| 100    | 電波少年的地球防衛軍 電波少年的浪速恋しぐれ 電波少年的80日間世界一周                                                                                   | 12月5日       |
| 101    | 電波少年的地球防衛軍 電波少年的浪速恋しぐれ 電波少年的80日間世界一周                                                                                   | 12月12日      |
| 102    | 電波少年的地球防衛軍 電波少年的浪速恋しぐれ 電波少年的80日間世界一周                                                                                   | 12月19日      |
| 103    | 電波少年的地球防衛軍 電波少年的浪速恋しぐれ 電波少年的80日間世界一周                                                                                   | 12月26日      |
| 104    | 来たる2000年を108つのおならで祝おう！ 電波少年的80日間世界一周 衝撃のゴール地点発表！ 電波少年的地球防衛軍 2000年問題に挑む！ 電波少年的浪速恋しぐれ   | 12月31日      |

| 放送回 | サブタイトル | 放送日        |
| ------ | --- | ------------- |
| 105    | 電波少年的80日間世界一周 電波少年的地球防衛軍 | 2000年 1月9日 |
| 106    | 電波少年的浪速恋しぐれ 電波少年的地球防衛軍 WORLD TOUR | 1月16日       |
| 107    | 電波少年的箱男 電波少年的愛する二人別れる二人(やらせなし) 本物の夫婦はまたは口の固い方を募集。 電波少年的地球防衛軍 WORLD TOUR                                                             | 1月23日       |
| 108    | 電波少年的地球防衛軍 WORLD TOUR 電波少年的箱男 電波少年的浪速恋しぐれ | 1月30日       |
| 109    | 電波少年的愛する二人別れる二人(やらせなし) 電波少年的地球防衛軍 WORLD TOUR 電波少年的箱男                                                                                                  | 2月6日        |
| 110    | 電波少年的箱男 電波少年的箱男 緊急速報！ 電波少年的地球防衛軍 WORLD TOUR 電波少年的愛する二人別れる二人(やらせなし)                                                                        | 2月13日       |
| 111    | 電波少年的箱男 電波少年的地球防衛軍 WORLD TOUR 電波少年的愛する二人別れる二人(やらせなし)                                                                                                  | 2月20日       |
| 112    | 電波少年的箱男 電波少年的地球防衛軍 WORLD TOUR 電波少年的愛する二人別れる二人(やらせなし)                                                                                                  | 2月27日       |
| 113    | 電波少年的愛する二人別れる二人(やらせなし) 電波少年的地球防衛軍 WORLD TOUR 電波少年的箱男                                                                                                  | 3月5日        |
| 114    | 電波少年的愛する二人別れる二人(やらせなし) 電波少年的箱男 電波少年的地球防衛軍 WORLD TOUR                                                                                                  | 3月12日       |
| 115    | 電波少年的箱男 電波少年的地球防衛軍 WORLD TOUR 電波少年的浪速恋しぐれ 緊急告知！ | 3月26日       |
| 116    | 電波少年的箱男 電波少年的地球防衛軍 WORLD TOUR 電波少年的愛する二人別れる二人(やらせなし)                                                                                                  | 4月2日        |
| 117    | 電波少年的地球防衛軍 WORLD TOUR 最新情報！ついにゴールか！！ 電波少年的地球防衛軍 WORLD TOUR ショーのスポンサー募集！                                                                      | 4月8日        |
| 118    | 電波少年的愛する二人別れる二人(やらせなし) 電波少年的地球防衛軍 WORLD TOUR | 4月9日        |
| 119    | 電波少年的箱男 電波少年的地球防衛軍 WORLD TOUR リハーサル 電波少年的愛する二人別れる二人(やらせなし) 電波少年的地球防衛軍 WORLD TOUR 未公開映像 緊急告知！電波少年専属プロカメラマンを募集 | 4月16日       |
| 120    | 電波少年的箱男 電波少年的地球防衛軍 WORLD TOUR in JAPAN 電波少年的愛する二人別れる二人(やらせなし) 電波少年的地球防衛軍 WORLD TOUR in JAPAN 未公開映像                                     | 4月23日       |
| 121    | 電波少年的箱男 電波少年的地球防衛軍 WORLD TOUR in JAPAN 電波少年的愛する二人別れる二人(やらせなし)                                                                                         | 4月30日       |
| 122    | 電波少年的箱男 電波少年的地球防衛軍 WORLD TOUR in JAPAN 電波少年的愛する二人別れる二人(やらせなし)                                                                                         | 5月7日        |
| 123    | 電波少年的箱男 電波少年的地球防衛軍 WORLD TOUR in JAPAN 電波少年的愛する二人別れる二人(やらせなし)                                                                                         | 5月14日       |
| 124    | 電波少年的箱男 電波少年的地球防衛軍 WORLD TOUR in JAPAN 電波少年的愛する二人別れる二人(やらせなし) 提案 箱男にも応援歌を!!                                                                 | 5月21日       |
| 125    | "箱男"に応援歌を！ 電波少年的箱男 電波少年的愛する二人別れる二人(やらせなし) 電波少年的地球防衛軍 WORLD TOUR in JAPAN                                                                      | 5月28日       |
| 126    | 電波少年的箱男 "箱男"に応援歌を！ 電波少年的地球防衛軍 WORLD TOUR in JAPAN 電波少年的愛する二人別れる二人(やらせなし)                                                                      | 6月4日        |
| 127    | 電波少年的箱男 "箱男"に応援歌を！ 電波少年的愛する二人別れる二人(やらせなし) 電波少年的地球防衛軍 WORLD TOUR in JAPAN                                                                      | 6月11日       |
| 128    | 電波少年的箱男 電波少年的地球防衛軍 WORLD TOUR in JAPAN 電波少年的愛する二人別れる二人(やらせなし)                                                                                         | 6月18日       |
| 129    | 電波少年的愛する二人別れる二人(やらせなし) | 7月2日        |
| 130    | "箱男"の応援歌が完成した！ 電波少年的箱男 電波少年的箱男 ゴール | 7月9日        |
| 131    | 電波少年的地球防衛軍 WORLD TOUR in JAPAN 2000年夏 新企画が始まった！ 箱男の前に現れたゆかいな面々                                                                                          | 7月16日       |
| 132    | アノ歌はどうなった！？ 引きこもり募集 電波少年的松本人志のアメリカ人を笑わしに行こう 電波少年的東大一直線                                                                                  | 7月23日       |
| 133    | 電波少年的東大一直線 電波少年的松本人志のアメリカ人を笑わしに行こう | 7月30日       |
| 134    | 引きこもりの皆さんの心を開きたい 電波少年的東大一直線 電波少年的全米デビューへの道 | 8月6日        |
| 135    | 電波少年的東大一直線 電波少年的松本人志のアメリカ人を笑わしに行こう 電波少年的全米デビューへの道                                                                                           | 8月13日       |
| 136    | 電波少年的全米デビューへの道 電波少年的東大一直線 電波少年的松本人志のアメリカ人を笑わしに行こう                                                                                           | 8月20日       |
| 137    | 電波少年的東大一直線 電波少年的松本人志のアメリカ人を笑わしに行こう 引きこもりの皆さんの心を開きたい 電波少年的全米デビューへの道                                                          | 8月27日       |
| 138    | 電波少年的東大一直線 電波少年的松本人志のアメリカ人を笑わしに行こう 電波少年的全米デビューへの道                                                                                           | 9月3日        |
| 139    | 電波少年的東大一直線 電波少年的松本人志のアメリカ人を笑わしに行こう 室井 その後 | 9月10日       |
| 140    | 電波少年的東大一直線 電波少年的全米デビューへの道 電波少年的松本人志のアメリカ人を笑わしに行こう                                                                                           | 9月17日       |
| 141    | 電波少年的東大一直線 電波少年的全米デビューへの道 電波少年的松本人志のアメリカ人を笑わしに行こう                                                                                           | 9月24日       |
| 142    | 電波少年的松本人志のアメリカ人を笑わしに行こう 電波少年的全米デビューへの道 | 10月7日       |
| 143    | 電波少年的地球防衛軍ロシア 電波少年的東大一直線 電波少年的全米デビューへの道 | 10月8日       |
| 144    | 電波少年的全米デビューへの道 電波少年的東大一直線 | 10月15日      |
| 145    | 電波少年的全米デビューへの道 電波少年的松本人志のアメリカ人を笑わしに行こう 電波少年的東大一直線                                                                                           | 10月22日      |
| 146    | 電波少年的全米デビューへの道 電波少年的松本人志のアメリカ人を笑わしに行こう 電波少年的東大一直線                                                                                           | 10月29日      |
| 147    | 電波少年的全米デビューへの道 電波少年的松本人志のアメリカ人を笑わしに行こう 電波少年的東大一直線                                                                                           | 11月5日       |
| 148    | 電波少年的全米デビューへの道 電波少年的松本人志のアメリカ人を笑わしに行こう 電波少年的東大一直線                                                                                           | 11月12日      |
| 149    | 電波少年的東大一直線 電波少年的松本人志のアメリカ人を笑わしに行こう 電波少年的全米デビューへの道                                                                                           | 11月19日      |
| 150    | 電波少年的東大一直線 電波少年的松本人志のアメリカ人を笑わしに行こう 電波少年的全米デビューへの道                                                                                           | 11月26日      |
| 151    | 電波少年的東大一直線 電波少年的全米デビューへの道 電波少年的人は占いを信じて旅すると幸せになるのか？ お知らせ「除夜の鐘 108っプー」が帰って...こない。2シェー1年 シェー2001発！！          | 12月3日       |
| 152    | 電波少年的東大一直線 電波少年的全米デビューへの道 電波少年的人は占いを信じて旅すると幸せになるのか？                                                                                       | 12月10日      |
| 153    | 電波少年的東大一直線 電波少年的全米デビューへの道 電波少年的人は占いを信じて旅すると幸せになるのか？                                                                                       | 12月17日      |
| 154    | 電波少年的15少女漂流記 おニャン子だったりモー娘。だったり 電波少年的東大一直線 電波少年的全米デビューへの道 電波少年的人は占いを信じて旅すると幸せになるのか？                             | 12月24日      |
| 155    | 電波少年的全米デビューへの道 電波少年的東大一直線 電波少年的人は占いを信じて旅すると幸せになるのか？                                                                                       | 12月31日      |

| 放送回 | サブタイトル | 放送日        |
| ------ | --- | ------------- |
| 156    | 電波少年的東大一直線 電波少年的全米デビューへの道 電波少年的人は占いを信じて旅すると幸せになるのか？ シェー2001発未公開映像                                                       | 2001年 1月7日 |
| 157    | 電波少年的東大一直線 電波少年的東大一直線 緊急企画！坂本ちゃんのために立ち上がってる奴がいた 電波少年的全米デビューへの道 電波少年的人は占いを信じて旅すると幸せになるのか        | 1月14日       |
| 158    | 電波少年的東大一直線 電波少年的全米デビューへの道 電波少年的人は占いを信じて旅すると幸せになるのか                                                                                | 1月21日       |
| 159    | 電波少年的東大一直線 電波少年的全米デビューへの道 | 1月28日       |
| 160    | 電波少年的東大一直線 電波少年的15少女漂流記 おニャン子だったりモー娘。だったり 電波少年的全米デビューへの道 20歳の男募集！                                                        | 2月4日        |
| 161    | 電波少年的東大一直線 電波少年的15少女漂流記 電波少年的全米デビューへの道 | 2月11日       |
| 162    | 電波少年的東大一直線 電波少年的全米デビューへの道 電波少年的15少女漂流記 | 2月18日       |
| 163    | 電波少年的東大一直線 電波少年的人は占いを信じて旅すると幸せになるのか？ 電波少年的人は占いを信じて旅すると幸せになるのか？今週の占い 電波少年的14少女漂流記                       | 2月25日       |
| 164    | 電波少年的東大一直線 電波少年的人は占いを信じて旅すると幸せになるのか？ 電波少年的人は占いを信じて旅すると幸せになるのか？今週の占い 電波少年的14少女漂流記                       | 3月4日        |
| 165    | 電波少年的東大一直線 電波少年的人は占いを信じて旅すると幸せになるのか？ 電波少年的人は占いを信じて旅すると幸せになるのか？今週の占い 電波少年的12少女漂流記                       | 3月11日       |
| 166    | 電波少年的東大一直線 電波少年的人は占いを信じて旅すると幸せになるのか 電波少年的人は占いを信じて旅すると幸せになるのか？今週の占い 電波少年的12少女漂流記                         | 3月18日       |
| 167    | 電波少年的12少女漂流記 電波少年的東大一直線 電波少年的人は占いを信じて旅すると幸せになるのか？                                                                                    | 3月25日       |
| 168    | 電波少年的12少女漂流記 電波少年的東大一直線 電波少年的人は占いを信じて旅すると幸せになるのか？                                                                                    | 4月1日        |
| 169    | 電波少年的東大一直線 電波少年的12少女漂流記 | 4月7日        |
| 170    | 電波少年的東大一直線 どこでもいいから一直線 電波少年的9少女漂流記 電波少年的人は占いを信じて旅すると幸せになるのか？ 電波少年的人は占いを信じて旅すると幸せになるのか？今週の占い | 4月8日        |
| 171    | 電波少年的東大一直線 どこでもいいから一直線 電波少年的人は占いを信じて旅すると幸せになるのか？ 電波少年的9少女漂流記                                                              | 4月22日       |
| 172    | 電波少年的アフリカ人を笑わしに行こう 電波少年的9少女漂流記 電波少年的人は占いを信じて旅すると幸せになるのか？ 電波少年的人は占いを信じて旅すると幸せになるのか？今週の占い        | 4月29日       |
| 173    | 電波少年的アフリカ人を笑わしに行こう 電波少年的人は占いを信じて旅すると幸せになるのか？ 電波少年的9少女漂流記                                                                     | 5月6日        |
| 174    | 電波少年的アフリカ人を笑わしに行こう 電波少年的人は占いを信じて旅すると幸せになるのか？ 電波少年的9少女漂流記                                                                     | 5月13日       |
| 175    | 電波少年的9少女漂流記 電波少年的人は占いを信じて旅すると幸せになるのか？ 電波少年的アフリカ人を笑わしに行こう                                                                     | 5月20日       |
| 176    | 電波少年的アフリカ人を笑わしに行こう 電波少年的人は占いを信じて旅すると幸せになるのか？ 電波少年的8少女漂流記                                                                     | 5月27日       |
| 177    | 電波少年的8少女漂流記 電波少年的人は占いを信じて旅すると幸せになるのか？ 電波少年的アフリカ人を笑わしに行こう                                                                     | 6月3日        |
| 178    | 電波少年的アフリカ人を笑わしに行こう 電波少年的8少女漂流記 ゴール！ 電波少年的人は占いを信じて旅すると幸せになるのか？                                                            | 6月10日       |
| 179    | 電波少年的8少女漂流記 電波少年的アフリカ人を笑わしに行こう 電波少年的人は占いを信じて旅すると幸せになるのか？                                                                     | 6月17日       |
| 180    | 電波少年的8少女漂流記 電波少年的アフリカ人を笑わしに行こう 電波少年的人は占いを信じて旅すると幸せになるのか？                                                                     | 6月24日       |
| 181    | 電波少年的8少女漂流記 電波少年的アフリカ人を笑わしに行こう 電波少年的人は占いを信じて旅すると幸せになるのか？                                                                     | 7月1日        |
| 182    | 電波少年的8少女漂流記 電波少年的人は占いを信じて旅すると幸せになるのか？今週の予言 電波少年的アフリカ人を笑わしに行こう                                                           | 7月8日        |
| 183    | 電波少年的アフリカ人を笑わしに行こう 電波少年的人は占いを信じて旅すると幸せになるのか？                                                                                           | 7月15日       |
| 184    | 電波少年的アフリカ人を笑わしに行こう 電波少年的アンコールワットへの道の舗装 | 7月21日       |
| 185    | 電波少年的モンゴル人を笑わしに行こう 電波少年的アンコールワットへの道の舗装 | 7月22日       |
| 186    | 電波少年的アンコールワットへの道の舗装 緊急2次募集！持病の無い方、ご応募ください！ 電波少年的モンゴル人を笑わしに行こう 緊急特報！「電波少年的 飛んでイスタンブール」             | 8月5日        |
| 187    | 電波少年的アンコールワットへの道の舗装 電波少年的モンゴル人を笑わしに行こう | 8月12日       |
| 188    | 電波少年的アンコールワットへの道の舗装 電波少年的モンゴル人を笑わしに行こう チューヤン、降板か！？                                                                                | 8月19日       |
| 189    | 電波少年的アンコールワットへの道の舗装 電波少年的モンゴル人を笑わしに行こう チューヤン、降板か！？                                                                                | 8月26日       |
| 190    | チューヤン降板の瞬間 チューヤン、連れてかれる 電波少年的モンゴル人を笑わしに行こう 電波少年的アンコールワットへの道の舗装                                                         | 9月2日        |
| 191    | 電波少年的アンコール・ワットへの道の舗装 電波少年的モンゴル人を笑わしに行こう | 9月9日        |
| 192    | 電波少年的モンゴル人を笑わしに行こう 電波少年的アンコール・ワットへの道の舗装 | 9月16日       |
| 193    | 電波少年的アンコール・ワットへの道の舗装 電波少年的モンゴル人を笑わしに行こう | 9月23日       |
| 194    | 電波少年的アンコール・ワットへの道の舗装 ひきこもり限定募集！ひきこもりは意思が強い！ 電波少年的モンゴル人を笑わしに行こう                                                        | 9月30日       |
| 195    | 電波少年的モンゴル人を笑わしに行こうライブ in ウランバートル、そして・・・・矢部太郎最新情報！                                                                                    | 10月6日       |
| 196    | 電波少年的アメリカ人を笑わしに行こう | 10月13日      |
| 197    | 電波少年的韓国人を笑わしに行こう 電波少年的インターポール 電波少年的アンコール・ワットへの道の舗装                                                                                | 10月14日      |
| 198    | 電波少年的韓国人を笑わしに行こう 電波少年的インターポール 電波少年的アンコール・ワットへの道の舗装                                                                                | 10月21日      |
| 199    | 電波少年的韓国人を笑わしに行こう 電波少年的インターポール 電波少年的アンコール・ワットへの道の舗装                                                                                | 10月28日      |
| 200    | 電波少年的韓国人を笑わしに行こう 電波少年的アンコール・ワットへの道の舗装 | 11月4日       |
| 201    | 電波少年的韓国人を笑わしに行こう 電波少年的インターポール 電波少年的アンコール・ワットへの道の舗装                                                                                | 11月11日      |
| 202    | 電波少年的アンコール・ワットへの道の舗装 電波少年的韓国人を笑わしに行こう | 11月18日      |
| 203    | 電波少年的アンコール・ワットへの道の舗装 電波少年的韓国人を笑わしに行こう 電波少年的インターポール                                                                                | 11月25日      |
| 204    | 電波少年的韓国人を笑わしに行こう 電波少年的インターポール 電波少年的アンコール・ワットへの道の舗装                                                                                | 12月2日       |
| 205    | 電波少年的韓国人を笑わしに行こう 電波少年的インターポール 電波少年的アンコール・ワットへの道の舗装                                                                                | 12月9日       |
| 206    | 電波少年的韓国人を笑わしに行こう 電波少年的インターポール 電波少年的アンコール・ワットへの道の舗装                                                                                | 12月16日      |
| 207    | 電波少年的韓国人を笑わしに行こう 電波少年的インターポール 電波少年的アンコール・ワットへの道の舗装                                                                                | 12月23日      |
| 208    | 電波少年的アンコール・ワットへの道の舗装 電波少年的韓国人を笑わしに行こう 電波少年的巨乳ジャンケン                                                                                | 12月30日      |

| 放送回 | サブタイトル | 放送日        |
| ------ | --- | ------------- |
| 209    | 小池栄子のアポなしサンタ in カンボジア 電波少年的巨乳ジャンケン 矢部太郎の果てしなき野望                                                                                    | 2002年 1月1日 |
| 210    | 矢部太郎 その後 電波少年的巨乳ジャンケン その後 | 1月6日        |
| 211    | 電波少年的アンコール・ワットへの道の舗装 電波少年的そっくりさんジャンケン 電波少年的コイサンマンを笑わしに行こう                                                            | 1月13日       |
| 212    | 電波少年的コイサンマンを笑わしに行こう 電波少年的そっくりさんジャンケン 電波少年的アンコール・ワットへの道の舗装                                                            | 1月20日       |
| 213    | 電波少年的コイサンマンを笑わしに行こう 電波少年的アンコール・ワットへの道の舗装 電波少年的飛んでイスタンブール                                                              | 1月27日       |
| 214    | 電波少年的コイサンマンを笑わしに行こう 電波少年的アンコール・ワットへの道の舗装 電波少年的飛んでイスタンブール お知らせ 電波少年的放送局開局！の記者会見                    | 2月3日        |
| 215    | 電波少年的コイサンマンを笑わしに行こう 電波少年的飛んでイスタンブール 電波少年的アンコール・ワットへの道の舗装                                                              | 2月10日       |
| 216    | 電波少年的飛んでイスタンブール 電波少年的アンコール・ワットへの道の舗装 電波少年的放送局 放送作家募集                                                                       | 2月17日       |
| 217    | 電波少年的コイサンマンを笑わしに行こう 電波少年的アンコール・ワットへの道の舗装 電波少年的放送局                                                                            | 2月24日       |
| 218    | 電波少年的コイサンマンを笑わしに行こう 電波少年的アンコール・ワットへの道の舗装 電波少年的放送局                                                                            | 3月3日        |
| 219    | 電波少年的コイサンマンを笑わしに行こう 電波少年的放送局 電波少年的アンコール・ワットへの道の舗装                                                                            | 3月10日       |
| 220    | 電波少年的アンコール・ワットへの道の舗装 電波少年的コイサンマンを笑わしに行こう 電波少年的放送局                                                                            | 3月17日       |
| 221    | 電波少年的アンコール・ワットへの道の舗装 電波少年的コイサンマンを笑わしに行こう 電波少年的放送局                                                                            | 3月24日       |
| 222    | 電波少年的アンコール・ワットへの道の舗装 生中継 電波少年的コイサンマンを笑わしに行こう 村祭りスペシャル 電波少年的アンコール・ワットへの道の舗装 ゴールの瞬間               | 3月30日       |
| 223    | 電波少年的アンコール・ワットへの道の舗装 今回が最終回だって言ってんのに、また拉致された人がいるってどういう事だっ!?                                                         | 3月31日       |
| 224    | 電波少年的13ヶ国少女漂流記 拉致されたあの人はどうなった？ | 4月7日        |
| 225    | 電波少年的ペナントレース 電波少年的14ヶ国少女漂流記 電波少年的放送局 | 4月14日       |
| 226    | 電波少年的10ヶ国少女漂流記 電波少年的放送局 電波少年的ペナントレース | 4月28日       |
| 227    | 電波少年的ペナントレース 電波少年的放送局 電波少年的10ヶ国少女漂流記 | 5月5日        |
| 228    | 電波少年的10ヶ国少女漂流記 電波少年的放送局 電波少年的ペナントレース | 5月12日       |
| 229    | 電波少年的10ヶ国少女漂流記 電波少年的ペナントレース 電波少年的放送局 | 5月19日       |
| 230    | 電波少年的ペナントレース 電波少年的放送局 電波少年的9ヶ国少女漂流記 | 5月26日       |
| 231    | 電波少年的8ヶ国少女漂流記 電波少年的放送局 電波少年的ペナントレース | 6月2日        |
| 232    | 電波少年的7ヶ国少女漂流記 電波少年的ペナントレース 電波少年的放送局 | 6月9日        |
| 233    | 電波少年的ペナントレース 電波少年的放送局 電波少年的7ヶ国少女漂流記 | 6月16日       |
| 234    | 電波少年的7ヶ国少女漂流記 電波少年的ペナントレース 電波少年的放送局 | 6月23日       |
| 235    | 電波少年10周年記念企画 あの大恩人の役に立ちたい！ 電波少年的ペナントレース 電波少年的放送局 電波少年的5ヶ国少女漂流記                                                       | 6月30日       |
| 236    | 電波少年的5ヶ国少女漂流記 電波少年的放送局 電波少年的ペナントレース | 7月7日        |
| 237    | 電波少年的5ヶ国少女漂流記 電波少年的放送局 電波少年的ペナントレース | 7月14日       |
| 238    | 電波少年的ペナントレース 電波少年的放送局 電波少年的5ヶ国少女漂流記 | 7月21日       |
| 239    | 電波少年的4ヶ国少女漂流記 電波少年的放送局 電波少年的ペナントレース | 7月28日       |
| 240    | 電波少年的ペナントレース 電波少年的放送局 電波少年的4ヶ国少女漂流記 | 8月4日        |
| 241    | 電波少年的4ヶ国少女漂流記 電波少年的放送局 電波少年的ペナントレース | 8月11日       |
| 242    | 電波少年的ペナントレース 電波少年的放送局 電波少年的4ヶ国少女漂流記 | 8月18日       |
| 243    | 電波少年的4ヶ国少女漂流記 | 8月25日       |
| 244    | 電波少年的ペナントレース 電波少年的4ヶ国少女漂流記 電波少年的放送局 | 9月1日        |
| 245    | 電波少年的ボスはホームレス 電波少年的放送局 電波少年的ペナントレース | 9月8日        |
| 246    | 電波少年的ボスはホームレス 電波少年的ペナントレース 電波少年的放送局 | 9月15日       |
| 247    | 電波少年的ボスはホームレス 電波少年的ペナントレース 電波少年的放送局 | 9月22日       |
| 248    | 電波少年的ボスはホームレス 電波少年的ペナントレース 矢部太郎 電波少年的ラフ&ピース ひとつ企画が終わったのでこんな企画が始まる 毛が生えたのでまだまだあるぞ新企画 最終回のCG | 9月29日       |

## 主な企画

### 電波少年的懸賞生活
リニューアル後第1弾の企画で、都内のある部屋に若手芸人が集結。くじ引きで当たりを引いたなすびが挑戦するというもの。そのまま土屋に都内の某アパートへ連れていかれ、全裸になって「人は懸賞だけで生きていけるか？」というコンセプトでスタート。ゴールは当選品の総額が100万円になった時で、開始から336日目（約11か月）で100万円達成。
なお、移動先のアパートが実は近い場所（部屋のうちひとつは四ツ谷）だということがなすび本人に分からないようにするため、アイマスクを着けさせ車でグルグルまわったことがきっかけで、以降の番組企画でも「アイマスクとヘッドホン着用でワケもわからないまま」連れて来られるというスタイルが定番化する。

#### 電波少年的懸賞生活 in KOREA
日本編で100万円達成したなすびが韓国の某アパートへ連れていかれ、「人は韓国の懸賞だけで生きていけるか？」とのコンセプトによりスタート。この企画のゴールが決まったことで、ゴール特番『電波少年はだかまつり』が急遽企画され、1999年3月28日に放送された。『はだかまつり』の企画が立ち上げられるまではやはり特番として『電波少年ヨーデル祭り』を放送する予定であり、こちらは同日の深夜に15分間放送された。

### アフリカ・ヨーロッパ大陸縦断ヒッチハイク
猿岩石・ドロンズに続くヒッチハイクシリーズ第3弾にして完結編。懸賞生活と同時期にスタートした企画。俳優を目指していた伊藤高史がTプロデューサーに連れ出され、成田空港から南アフリカ・喜望峰まで移動。着いた先で当時香港でDJだったチューヤンこと謝昭仁（チェ・チューヤン）が合流、ヒッチハイクでアフリカ・ヨーロッパ大陸を縦断してスカンジナビア半島まで目指す企画だと明かされてスタート。最初の放送でスタジオゲストだった横浜銀蠅の翔からの提案を受け、道中で2人のコンビ名が「朋友」（パンヤオ（pang4yau5）、広東語で「親友」の意味）と決まった。
初めは互いの意思疎通もままならない2人だったが、伊藤はカタコトの英語でチューヤンとコミュニケーションを取れるようになり、また英語が堪能なチューヤンのおかげで旅は順調に進むかに見えた。が、アフリカ大陸内では戦争や治安上の理由によるルート変更を余儀なくされ、ついには危険地帯に阻まれ、ケニアから北へ進む道が完全に絶たれる。2人はギブアップさえ考えたが、視聴者にテレゴングでアンケートした結果、「飛行機を使ってでも旅を続けるべき」という答えが最も多かったため、2人で相談し、ケニア・ナイロビからスーダンの非・危険地帯南限の町カッサラまで飛行機で移動した。
松本は、久保田利伸が作った応援歌「AHHHHH!」を届けるべくアメリカで受け取り、スイス経由でタンザニアへ向かい2人を探しに行った。現地で野宿する際、野生の動物が近寄ってくるのを避けるため、Tプロデューサーを含めスタッフで交代で火の番をして大変だったと松本は回顧している。
スーダンでは砂漠をラクダで移動する隊商に同行、彼らもラクダで移動していたが、炎天下で伊藤が脱水症状で倒れ意識を失う。すぐに息を吹き返し事なきを得たが、同行ディレクターも「カメラ回してていいんだろうか」と動揺するほどの衝撃映像だった。この件について、土屋は「スタッフは伊藤とチューヤンを追いこもうとしてたわけではなく、性格の優しい伊藤が水を周囲に譲るなどの配慮を続けていたために起こった事故だった」と語っている。
ヨーロッパでは、チューヤンが持ち前の絵の才能を発揮して路上で水彩画を売ったりしていたが、旅終盤のフィンランドで旅始まって以来最長の5日間絶食、それまでチューヤンの絵も全く売れない事態になった。ここで伊藤は密かに練習していたストリートパフォーマンスに挑戦、集客に成功しわずかながらお金を得ることに成功しハンバーガーを食べる。このハンバーガーについて、チューヤンはのちに「あのハンバーガーが僕の人生で最もおいしい食べ物」と語っている。この出来事で2人の絆は強固なものとなり、ゴールへと向かっていった。
ゴールとなったノルウェーのヨーロッパ大陸最北端・スレットネス灯台からは、生中継が、猿岩石・ドロンズをスタジオゲストに迎えて行われたが、番組の終盤で2人を港に係留されたスワンボートに誘導するところで放送終了の時間となり中継が打ち切られた。放送直後に「スワンボートで日本に帰らせるつもりか!」と視聴者から抗議の電話が殺到したが、当時番組で進行中の別の企画である「電波少年的懸賞生活」（なすびの等身大パネルによる）および「電波少年的スワンの旅」を2人に説明するためのもの（意図的なミスリード演出）だったことが、翌11月15日放送分のレギュラー枠で明かされた。
朋友のゴール後、新企画がなかなか始まらず何週か朋友の未公開VTRを放送したが、ついに流すVTRが無くなり、『進め!』時代に行ったアポなしロケの未放送VTRを流すも1回で終了となった。その後はアルプスの美しい風景を穴埋めとして放送し、出演者を呆然とさせていた。
猿岩石・ドロンズと同様に、この企画も放送と並行して『朋友日記』として書籍化された。

#### 伊藤高史 ハリウッドスターへの道
上記に続く企画として、伊藤がハリウッド映画で台詞つきの役をもらうことを目標とするというものだった。しかし、映画俳優組合に加入しなければならず、加入するにも厳しい条件があるなどあまりにもハードルが高かったため、数日で断念。スタジオとの電話中継で企画を降りることを告げ、Tプロデューサーも伊藤の功績を認め承諾した。その後、生放送で伊藤が視聴者に向けて「この場でハリウッドを目指すのではなく、日本で芝居の勉強を続けたい」という心境を語った。その際に「これからも伊藤高史をよろしくお願いします」と番組からのメッセージがテロップで表示された。
しかし番組側としてはどうしてもあきらめられず、後日、日本へ帰国する飛行機の中や前述の生放送終了直後など、番組スタッフが「ハリウッドスターへの道、やりますか？やりませんか？」と、意思確認を幾度となく行ない、そのたびに伊藤が「やりません」と固辞する様子が放映された。最終的に伊藤が自宅で寝ているところを訪れ意思確認をするが、伊藤が呆れて苦笑いを浮かべながら断るというシーンで完結した。
一方、チューヤンは松本から司会を引き継ぎ、日本を学ぶために「雷波少年系ジャパンツアー」に参加した。

### 電波少年的無人島脱出
都内某所を歩いていたお笑いコンビのRマニアが、Tプロデューサーに「メシでもどうだ?」と声をかけられ、そのまま連れ去られる。着いた場所は無人島（由利島）。ゴールの条件は、「自分達で筏を作って島を脱出し、自分たち以外の人間に会うこと」というルールだった。同企画は後述の「スワンの旅」へと繋がっていく。

#### 電波少年的スワンの旅
筏での脱出は4か月で達成したものの、その時にゴールした場所が二神島で、Tプロデューサーの「東京までの足は用意してあるから」という発言で、そこからスワンボートに乗って東京まで帰る羽目になる。
そこから2か月かけて東京まで到着し、その際生放送の電波少年スペシャルの前説をすることになっていたが放送開始までに辿り着けず放送中にゴールした。

#### 電波少年的スワンの旅Ⅱ
前述の生放送スペシャルの放送終了直後、Rマニアの二人はTプロデューサーに「前説に間に合わずすみませんでした」と謝罪するが、するとTプロデューサーから今度はミヤギテレビで『OH!バンデス』の前説の仕事があると告げられ、仙台まで行かされる羽目になる。仙台にはやはり2か月かかった。当時は秋から冬にかけての天気だったため、北風で海が荒れて出航できなかった日も少なくなかった。

#### 電波少年的スワンの旅 in the World
その後東京まで戻りゴール報告する間もなく、ニセ番組のロケでインドへと飛び立つRマニア。そして電話で「ロケの場所はインドネシアだった」と言われ、結局スワンボートでインド・コルカタ→インドネシア・ジャカルタ間を航路することになる。常人ならインドからインドネシアへ行くなんて無理だと考えるものだが、Rマニアは両国の位置関係をよく知らなかったのか「インドとインドネシアなんて兄弟みたいなものだろ」とあっさりと承諾した。そして結局インドネシアへは10か月後に無事ゴール。
ただし、この企画でもインドとバングラデシュ・バングラデシュとミャンマーの国境地帯はスワンボートによる移動ができない地域であったため、飛行機による移動とヒッチハイクがあった。特にミャンマーへのスワンボートによる入国は認められなかったことからアンダマン・ニコバル諸島を経由する経路が検討されたがあまりにも危険であるために番組として許可できないという番組史上空前の決定により陸路によるミャンマーへの入国となった。しかしミャンマーでは船による移動中、船上でカメラをまわしていた所、撮影禁止地域であったため、一時身柄を拘束され国外退去処分としてタイに出国した。
この企画の応援歌として内田有紀 supported by チューヤンによる「楽園」が制作された。ミュージックビデオは、そもそもの出発地である無人島（由利島）にて内田が歌う作品となっている。
結果的にRマニアは一連の企画で約1年半の間番組に拘束されることとなった。その後、2人は『雷波少年』の企画で競輪選手としてシドニー五輪を目指すことになるが、結局故障で断念となった。

### 電波少年的ハルマゲドン
来るべき「1999年7の月」のあと、21世紀にお笑いを残すという目的でポプラ並木がシェルターを地中に埋めるために穴を掘るという企画（その間の生活費等は自給自足）。しかし、そのハードさから途中で脱走、結局リタイアを申し出る。その後、彼らは『雷波少年』の企画でもナンパ行為を起こしたため「雷波少年院」に監獄され、最終的には「ラストコント」という企画をやらされる羽目になる。

#### 電波少年的ハルマゲドン2
お笑いより先に人類の種を残す必要があるとして、今度はお互い見知らぬ男女2人（蛭子直和、真中瞳）がこの企画に挑戦した。リタイアしたポプラ並木も途中から手伝い、穴は掘り終わってシェルターは埋められた。そのあと、2人がこのシェルターに入るかどうかをパンチDEデート風に意思確認。結局2人ともシェルターに入る意思はなかったが、最後にキスをして別れるという結末に終わった。なお、真中はその後、後述の「電波少年的80日間世界一周」にチューヤンとともに参加した。

### 電波少年的浪花恋しぐれ
三原麻衣子と原田慎治（クールズ）の2人による企画。原田は芸の道を極め、三原は内職で支えクールズの単独ライブ資金100万円を目指すというものだった。テーマは「芸のためなら女房も泣かす」。何かあるごとにこの歌詞が入った「浪花恋しぐれ」を歌うことになっていた。また、スタート時点での体重が110キログラムある三原のダイエットも並行して行われ、1キログラム減量するごとに1万円のボーナスが支給される。ただし、増加した場合は返金しなくてはならない。
三原が急激なダイエットで体調不良になり、医者から「これ以上のダイエットは勧められない」と診断を受けたことや、オーストラリアにあるカジノホテルのオーナーが企画の噂を聞きつけ原田を招待したこともあり、原田はカジノに挑戦。後述の地球防衛軍のメンバーも応援に駆けつけ、ルーレットの勝負に勝利して100万円を獲得しゴール。単独ライブ終了後、原田はダイエットに成功した三原と再会した。最後に三原のお願いで2人でキスをして終了した。
三原は企画終了後に『私はこうして松本明子一人分痩せた。』という本を出版している。

### 電波少年的超能力生活
「人は超能力だけで生きていけるか」をテーマに安田ユーシが挑戦する企画で、ゴールは「スプーンを曲げる」（部屋にはユリ・ゲラーの「スプーン曲がれ」と書いた毛筆書が飾ってあった）。この企画で安田に「5つのカードの中から特定のカードを当てる」能力があることがわかる。食事は当たりのカードを引かないともらえないというルールだったが、安田がほとんどすべて当ててしまうようになったため「（過酷な生活を強いられるイメージの強い）電波少年なのに太ってしまう」と悩んでいた。しかし、ゴールとなるスプーン曲げは自力では中々できず、最終的にはユリ・ゲラーの助けを借りながらスプーンを曲げることに成功して終了となった。だが、ユリ・ゲラーの毛筆書の下には「地球まもれ」が隠されており、後述の地球防衛軍へと繋がっていく。

#### 電波少年的地球防衛軍
「電波少年的超能力生活」から派生。
- メンバー
  - 5択の安田・ブラック（安田ユーシ）
  - 人間レーダーの坂井・レッド（坂井香代子）
  - 人間レーダーの山内・ブルー（山内浩司）
  - 予知夢の吉田・グリーン（吉田秀一）
  - 5択の斉藤・ピンク（斉藤ゆり）

### 世界名作文学シリーズ

#### 電波少年的80日間世界一周
真中、チューヤンの2人による「世界名作文学シリーズ」第1弾。タイトルはジュール・ヴェルヌの小説『八十日間世界一周』に由来する。
サンフランシスコからスタートし、東回りで80日以内に東京に帰ることを目指す。衛星電話を利用したEメール受信専用端末で、世界のどこでもEメールを受信できるイリジウム・ページャーを使い、視聴者から提供される情報を頼りに旅をする。
1999年大晦日の「いけ年こい年」放送時間内にゴールすることとなり、ゴール地点は視聴者の自宅ということでハガキを募集していたが、日枝久フジテレビ社長（当時）のハガキをひいた（という設定）ことから、ゴールはお台場フジテレビV4スタジオとなってしまった。この時、V4スタジオでは長時間特別番組『ワールドカウントダウンスーパースペシャル24時間まるごとライブLOVE LOVE2000〜世界中の子供たちに僕らが愛でできること』が行われていた。しかし、当時は他局間での番組のコラボレーションもなく、フジテレビ側もそのことを把握していなかったようで大問題となった。結局ゴールは『いけ年こい年』会場の汐留へと変更された。ちなみにゴールの際、ヒッチハイクの企画でチューヤンと行動をともにした伊藤が祝福に駆けつけた。
この企画が行なわれている間、『雷波少年』ではロバのロシナンテがチューヤンの代理で司会を務めた（編集者による吹き出しつき）。

#### 電波少年的箱男
川元文太（ダブルブッキング）による「世界名作文学シリーズ」第2弾。タイトルは安部公房の小説『箱男』に由来する。
120cm×120cm×120cmの鉄製の箱に入り、鹿児島県の佐多岬から東京までの約1500キロメートルを箱を押してもらうという、人の善意に頼った企画。その過程で出会った人々との交流を通して人の優しさに触れ、人を信じることが出来ないという川元に少しでも信じられるようにすることを狙った。ちなみに、川元は鹿児島県の枕崎市の出身である。ゴールまで箱のふたは外から溶接され、箱から出ることはできない。箱は簡易トイレつきだが、外部とのコミュニケーションは、箱にあるデジタル式のメッセージボードでしかできない。
企画を開始して間もなく、狭い道路では自動車が箱を避けるために交通渋滞が起きるようになった。これに対して鹿児島県警察から道路交通法（第七十六条 第三項「何人も、交通の妨害となるような方法で 物件をみだりに道路に置いてはならない」）に抵触するとして、番組スタッフが注意を受けた。Tプロデューサーが急遽川元のもとへ様子を見に来たが、他人の善意を受けながら企画開始時と何も変わっていない川元を見て企画を続行。ルールを変更し、箱を公道からトラックに積んで移動した上で私有地に設置し、私有地内を1500km分移動すればゴールとした。箱を積んだトラックには「精密機器輸送中」とカモフラージュしていた。
どんな援助を受けても礼を言わず、それどころか援助内容に対する不満や罵倒の言葉しか出ない川元に対する視聴者の評判は悪く、「ビタミン剤」と称して下剤を飲ませたり、人がいない山奥に箱を置き去りにする者が現れるなどの嫌がらせが続いた。さらにはガソリンスタンドで価格表示ボード代わりにされたこともあったが、この際にはバイト代として現金を得た。また、川元の「貢がせてやります」という発言にはTプロデューサーのみならず、同僚でCPの吉川圭三も激怒させ、「川元自身のゆがんだ心を叩き直すため」「川元に芸能界の厳しさを叩き込み、自然界でのサバイバル精神を身につけさせるため」として企画が続行された。一方で子供や比較的気が合う人物が相手の時には、相手を思いやる様子も時折見られた。
川元の相方である黒田俊幸も、Tプロデューサーに拉致されてそのまま箱に入れられ、川元が入っている箱があるところまで連れていかれた。黒田は川元と箱同士ながらも久しぶりの再会をしたものの、メッセージボードを使った罵倒合戦だけに終わり、黒田は東京へと帰って行った。
徐々に心を開き始めたころ、箱を訪れた女性が川元から買い物を頼まれ、ガソリンスタンドのバイト代として得た5000円を受け取るが、女性に横領され、結局再び心を閉ざしてしまった。後日女性からスタッフへ郵送で返金され、その後スタッフは川元へ5000円を手紙とともに差し入れた。川元はその際「返すくらいなら初めから盗るなよ!」と少し怒っていた。
企画の進展がほとんどないまま数か月が経ったころ、川元と交際中の女性が現れ、陸上競技場のトラックで夜中から夜明けまで数時間に渡って箱を押し続けた。これに対して、企画が始まって以来初めて「ありがとう」の言葉が出た。本来設定されたゴールとはほど遠かったが、この時点でゴールとみなし、それまで開くことのなかった箱が遠隔リモコン操作で開き、企画は終了した。
尚当時交際中の女性は後に川元と結婚し妻となる人物で、企画の最後に番組スタッフから出演を依頼され拒否をしてたのだが、モザイク付きでならOKという条件で出演を承諾するも、後日オンエアではモザイクなしで素顔が公開された状態で放送されてたことに対し、妻が番組側に騙され激怒してたことを後年川元が明かしてる。。
突然の企画終了の背景には、放送倫理・番組向上機構（BPO）に対し「いじめを楽しんでいる」「子供に悪影響がある」と抗議が寄せられるなど、企画に対する批判が強まったことがあった。
川元は長期間狭い箱の中でずっと座った状態で過ごしていたため、箱から出た直後は彼女の介助なしには歩けないほど衰弱しきっていた。企画終了後、川元は鹿児島県で毛布を借りた老夫婦を訪ね「この毛布だけは自分の手で返したい」と言って毛布を返却した。
企画終了の際に通過ルートが初めて明かされ、鹿児島→宮崎→大分→福岡→山口→島根→鳥取→兵庫→京都→滋賀→岐阜→長野→静岡→神奈川の13府県（福岡・山口・兵庫の3県は陸路では必ず通過しなければならない）を通過し、なおかつ福岡・広島・神戸・大阪・名古屋の大都市圏を避けるルートが予定されていたことが判明した。

##### 箱&ハコ 応援歌を捧げる旅
山崎ハコと室井滋（室井箱）の二人による企画で、「電波少年的箱男」の川元を応援するために山崎作詞・作曲による歌をつくり、室井が歌うことになっていたが、曲が完成する前に「箱男」が終了したため、企画を変更。引きこもりを応援するため全国各地へ旅をすることとなった。この企画では室井は頭に箱を被っている。応援歌は『希望』のタイトルで、2000年10月12日に東芝EMIからシングルとして発売された。

### 電波少年的愛する二人別れる二人（やらせなし）
やらせ問題により打ち切られた『愛する二人別れる二人』（フジテレビ系）のパロディ企画である。しかし、内容は同番組とは異なり、仲の悪くなったある夫婦と犬に扮したどーよが1か月間共同生活をし、離婚するのか否かを決定するというものだった。
のちに「番組をパクっている」とフジテレビ側に抗議されるが、当のフジテレビはこれ以前に、『トロイの木馬』という『電波少年』に類似した番組を放送していた。これを受けて『電波少年』はナレーターの木村匡也に「次なる企画は『電波少年的トロイの木馬』!!…あれ〜?」と語らせ、フジテレビを皮肉った。

### 電波少年的全米デビューへの道
小室哲哉との破局から復帰するも再休養に入り、カナダから一時帰国中だった華原朋美が、自力だけで全米でCDデビューすることを目指しゼロからスタート。ちなみに、Tプロデューサーが来た時はゲストとしての出演依頼と半ば勘違いしていたらしく、二つ返事で了承したものの出発直前になって「少し考えさせて欲しい」と躊躇う一面もあった。
現地で華原は、「日本の有名歌手である」ことも通用せず、開始当初は絶望的ともいえる企画ではあったが、洗車場でのアルバイト、ボイストレーニング、クラブでのステージ、オーディションなどを経験し、半年後「Never Say Never」でデビューを果たし帰国した。華原自身は「この企画がなければそのまま芸能界から消えていた」という旨の発言をしている。

### 電波少年的東大一直線
「大学に行きたい!」と強い思いを抱く若手芸人が東京大学合格を目指して勉強に励む企画で、当初はカズマキの小倉一真が選ばれていたが、2度の脱走の末リタイアしたため、『雷波少年』プロデュースのイベントに参加していたアルカリ三世（当時）の坂本ちゃんが新たな挑戦者になった。
当時の坂本ちゃんは、算数の計算すら危うい状態からの企画挑戦だったため、東京大学出身の唐木恵子が家庭教師として坂本ちゃんの学習をサポートすることになった。唐木は、ある回の『電波少年』の収録を観覧しており、唐木が東大出身であることがわかると、その場で連れ去られて坂本ちゃんの部屋に連れていかれた。
二人三脚で日夜勉強に励んだが、センター試験での成績が振るわず東京大学2次試験出願を断念。下記の「どこでもいいから一直線」に移行した。企画中、相方の添野豪が太宰府天満宮へ自転車で合格祈願のお守りと絵馬を買いに行ったこともある。

#### 電波少年的東大どこでもいいから一直線
東京大学を断念したものの、その成績の向上を無駄にすべきではないということで、坂本ちゃんがどこでもいいから大学に合格するという目標に切り替えて再スタート。15の大学を受験した結果、8大学に合格し、その中から日本大学に入学することとなった。ちなみに、坂本ちゃんは日大の系列校日本大学明誠高校の出身でもある。
その後、日本大学に進学した坂本ちゃんだったが、芸能活動を優先させたためほとんど通うことが出来ず、7年間在籍した後中退した。

### 笑わしに行こうシリーズ

#### 電波少年的松本人志のアメリカ人を笑わしに行こう
「アメリカのコメディーよりも日本のお笑いのほうが面白いのではないか?」という疑問から、アメリカに通用する日本のお笑いを作るためダウンタウンの松本人志が挑戦した。ただし、これまでの無名タレント・芸人（スケジュールがほぼ白紙で長時間の拘束が可能）が挑戦した企画とは異なり、松本は現状のスケジュールを優先させ拘束されることはなかった。企画はまず、アメリカでコメディアンとして活動する野沢直子に会いに行き現地のコメディーショーを視察、数か月後松本の過去のコント作品（字幕版）をアメリカ人に見せて反応を伺った。ほとんど満足のいく反応を得られず、改めてアメリカ人向けのコント作品「サスケ」を制作することが決定した。その後納得の行く作品に仕上がるまで推敲を重ね、ニューヨークでの上映会へと向かった。上映会に集められた観客は200人で、人種・年齢・性別は当時のアメリカ国内の比率に合わせられている。結果アメリカ人からそこそこのウケを得た。
企画は手探り状態で進められ、放送する内容が限られるためかなかなか企画が前進しなかった（松本にインタビューをしている際に土屋が音声スイッチを入れ忘れ、何を言ってたか想像する件で場を持たせたこともある）。「サスケ」の完成まで時間がかかり、半年以上放送されない時期もあった。また、松本のアメリカロケには土屋が直接同行した。

#### 電波少年的○○人を笑わしに行こう
カラテカの矢部太郎が挑戦した企画で、様々な国の言葉を学習しその国の人々を笑わせるというものだった。応援歌はTM NETWORK「CASTLE IN THE CLOUDS （YABE VERSION）」。この企画では食事の前に会話テストが行われ、正解すると食事ゲットというのが基本的なルールとなっている。出題方式や食事の内容などは以下の通り異なる。
アフリカ人を笑わしに行こう
「○○人を笑わしに行こう」の最初の企画。スワヒリ語をマスターし、コントで現地の人を笑わせるのが目標。「東大一直線」と「どこでもいいから一直線」で使用された坂本ちゃんの部屋で行われ、現地人が部屋に来て問題を出題という方式が取られた。この後、「ケイコ先生」という名のアフリカ人女性が1日30分のみ家庭教師を担当した。この時の食事の内容は「アフリカ駄洒落飯」で、アフリカだけにアフリイカ（あぶりイカ）定食などが当初は出されていたが、後に苦しくなってきたため視聴者からもネタが募集された。なお。採用されたネタの中に漫画家のつのだじろうが投稿したものがあった（他の投稿者と同ネタであったため、テロップでは「つのだじろうさん（漫画家）ほか9名」と紹介）。
モンゴル人を笑わしに行こう
出題方式は「アフリカ人を〜」と同様。食事は現地人が作った料理が出されるが、会話テストに失敗すると出題者が矢部の料理を没収する方式となっていた。また「アフリカ人を〜」の時とは違い辞書等は用意されず、モンゴル語の学習は現地の家族が事実上の家庭教師を行った。企画中は現地の家族とともに生活し、その際日本のさまざまな場所を旅し、矢部はバスガイドとして案内を行った。最後の会話テスト「共同生活で何を学んだか?」で「家族の愛を学んだ」と答え、家族を号泣させた。なお、家族が帰ってから、公演までのわずかな期間においては、アフリカ人の時と同様に「モンゴルダジャレ飯」が出された。また、公演後は家族と再会し（家族は帰る際に、「私たちの家は、ウランバートルから離れているから観に行くことはできない」と話したが、実際は矢部に内緒で公演を観賞していた）、家族の住む家に招待され、乗馬やゲル等、本場モンゴルでの生活を体験した。部屋はアフリカ人編に引き続き、坂本ちゃんの部屋を使用した。
韓国人を笑わしに行こう
翌年に日韓ワールドカップを控えてるのだが、教科書問題、靖国問題で揺れている日韓関係の修復も兼ねた。これまでと異なり、出題方式は部屋に置いてあるテレビからの出題となり、部屋も「懸賞生活 in KOREA」でなすびが使用された韓国での部屋となった。なお、この部屋に連れてこられた際に矢部はなすびと対面している。韓国語の学習は、なすびも韓国語を習得する際に使用した日韓・韓日辞書、ラジオで行った。テストの合否にかかわらず青唐辛子が食べられたが、テストに合格したときは「毎日でもいい」といったことから焼肉のみが出た。会話テストには外出編も出題され、本企画としては初の海外ロケであった。
オランウータンを笑わしに行こう
ボルネオでのロケを実施。本企画としては、初めて人間以外を対象に行われた。食事は、オランウータンに分けてもらったバナナであった。
日本人を笑わしに行こう
2002年1月1日のスペシャル生放送中に、スタジオ観覧者を対象にネタを考えるという極限の状況の中で実施した。
コイサンマンを笑わしに行こう
アフリカ（スワヒリ語が通じない民族）でのロケを実行し、矢部の相方の入江慎也も登場した。この時は一緒に生活している現地人の食事が食べられたが、現地人の料理である草団子（草をちぎってつぶしただけの物）を食し悲鳴を上げたこともある。また3連続正解ボーナスとしてバナナが出された際、矢部が「カイジャー!!（現地語で「おいしい」）」と叫んだために、コイサンマンが集まり、バナナを奪われるという出来事があった。矢部の高い語学力ゆえに起きた悲劇だった。
現地人の祭りのときにネタを披露する予定であったが、本来の祭りの日であることに2人は気づかず後日再び祭りを開催してもらいネタを披露した。2人は現地でのロケの際、勉強中に背後をライオンが通ったこともあるが、2人は勉強に集中していたためにライオンに全く気づかなかった。

### 電波少年的15少女漂流記
最末期のコーナーで、タイトルは『十五少年漂流記』のパロディである。「電波少年的おニャン子だったりモー娘だったり…」で集められた以下の15人が強制参加。2000年から2001年にかけての大晦日・年越し特番『いけ年こい年世紀越えスペシャル』で、久保田利伸が作詞作曲を手がけた『Vibe,Survive』の振り付けを間違えて踊ってしまったためとの理由付けで、タイのとある無人島に流された。
最初、土屋はチェキッ娘が卒業（解散）する際（1999年11月）に始める形で、同グループのメンバー全員を同様に無人島に連れていって『サバイバー』のようなことをやろうという企画で、当時フジテレビのプロデューサーで「チェキッ娘生みの親」こと水口昌彦に打診、水口もそれに協力したため、当時のメンバーの所属事務所や家族らに話をつけるなどした上、あと少しで企画が動き出せるというところで、メンバーの一人がこれを聞きつけて他のメンバーに漏らしたために企画がばれ、土屋もこの企画をボツにして改めて立て直したのがこの企画だったという。なお、当初の企画対象だったチェキッ娘からは野崎恵のみが参加している。
- 参加メンバー（太字は、最後まで企画に参加した者を示す）
  - つぶらまひる
  - 石井亜美
  - なかのよいこ
  - 野崎恵
  - 黒沢宗子（森三中・黒沢かずこ）
  - 中村永美
  - 伊藤麻子（いとうあさこ）
  - 金子梅華
  - 宮崎景子
  - 津川友美
  - 建みさと
  - 斉藤ゆり（地球防衛軍ピンク）
  - 岸田光子
  - 柳さおり
  - 実由

この企画では、スタッフはおらず参加者の15人が取材カメラなどを担当した。同企画は筏を作って無人島からの脱出を目指すというものだが、次々に脱落者（うち1人は開始早々に火傷を負ったことによるドクターストップ）を出してしまい、最終的に無人島を脱出したのは8人であった。後にその8人はグループ名を『8/15』（エイト・パー・フィフティーン）として改めて『Vibe,Survive』を披露し、シングルをリリースした。

#### 15カ国少女漂流記
「15少女漂流記」と同じ条件で、15カ国の少女たちが自力での無人島脱出を目指すというものであった。ただし「15少女」とは異なり、スタッフも島で一緒に生活する。日本人では「15少女」にも参加した野崎が再び選ばれ、無人島はカンボジア領の一無人島であることが後に判明した。随時、伝言ゲームが実施され、成功するとほしいものを獲得できる。お題は「鈴木宗男」「仲良し」（このとき、メンバーの対立が相次いだため）「人妻温泉」（ディレクターの好きな番組）「もうちょっと頑張れ、TBSのサバイバー」など。この企画では野崎（日本）の他にペルー、カンボジア、ケニアの3カ国の代表が脱出を果たした。
企画中、ヨーロッパ出身の参加者の態度が問題視されていたが、後になって「制作局が全く違う内容のテロップを流していた」「やらせを強要していた」「デング熱に罹患した」と主張する告発がなされ、番組ではこれを否定したことから、フライデー騒動事件へと発展していった。

### チューヤン、クビを掛けた巨人応援企画
2001年8月の収録終了後、チューヤンがTプロデューサーに突然呼び出され、「8月26日の巨人VS中日戦にゲスト出演してくれ。でも、もし巨人が負けたら、電波少年クビ」と言われ、急遽成立した企画である。
実際、チューヤンは松本と共に2001年8月26日の『劇空間プロ野球』にゲスト出演したが、この日は先発の入来祐作が初回に立浪和義、レオ・ゴメス、福留孝介に3本塁打を許し、5点を奪われるなど乱調で後続のピッチャーも失点を重ね、打線も中日先発の野口茂樹から一時は1点差に詰め寄り4点を奪ったものの、反撃もそこまでで、野口に無四球完投勝利を許し、試合は9-4で中日が勝利した（なお、打撃戦で試合時間が長引いたため、中継は試合終了まで放送されなかった）。同日は日曜日だったため番組が放送され、収録は当然試合前に放送されたのでチューヤンも出演していたが、チューヤンの顔は隠され、「巨人負けたのでクビ」と表示された（声だけはそのまま流された）。翌週の放送では松本のみが出演した。冒頭で、電波のみならず雷波少年もクビになったことが発表される。
後日、チューヤンは再びTプロデューサーに呼び出され、後述の「電波少年的アンコールワットへの道の舗装」の企画への1か月の応援参加を条件に復帰を提言される。これは本人の希望で2ヶ月に延長され、2か月後の11月4日の番組途中から復帰した（同時期に雷波少年にも復帰している）。その後チューヤンは翌2002年3月に放送された『勇者のスタジアム・プロ野球好珍プレー』にゲスト出演した際に、「タイヘンだったワー。前は巨人の事ケッコウ好きだったんですョ。大変だった本当に、それから巨人大キライ!!」と冗談交じりにコメントした。

### 電波少年的アンコールワットへの道の舗装
カンボジアのある地点からアンコール・ワットまでの道の89kmを舗装する企画。1km舗装するたびに日本円にして1万円分の生活費が支給される。元々「日本の新成人が熱い!」ということで新成人を対象に一般公募していた企画で、その条件の中に「突然いなくなっても大丈夫な人」とあった。そのほか「何かひとつのことをやり遂げたい人」としても募集していた。
芸人、元ヤンキー、引きこもり、元プロボクサー（「しん君」こと大和心、当時はタレント活動を行っていたが番組内では言及せず）、家族の応募（実際は家族が手を焼いていた為に「追放する」形）で参加させられた者など、様々な境遇の12人から始まり、目隠しでカンボジアへ到着。番組では、出演メンバーの棄権、脱走、司会者チューヤン罰ゲームで移送、リーダーの「コンさん」こと村松秀昭の赤痢などがあったが、「電波少年的 インターポール」（後述）のメンバー（髭男爵のピュアぞー（現：山田ルイ53世）、宴人（現：Wエンジン）の川合正悟（現：チャンカワイ）、アルカリ三世の添野豪）なども投入された。悶着や喧嘩など様々事件が起こったが、舗装は完了した。この企画から、Tプロデューサーが「T部長」となった。
この企画中、スタジオ収録時にゲストとして出演していた小池栄子が、自身の発言をきっかけにサンタの格好でメンバーに家族等が用意したプレゼントを持って応援へ向かう『小池栄子のアポなしサンタ in カンボジア』が行われた。メンバーは小池が自分たちが寝てる間に姿を見せたことに驚いたと同時に小池と話せなかったことを悔しがり、特に最年長メンバーであった「サンシさん」こと三枝雅芳は、スタッフに対しても「何で起こしてくれなかったんだ！」とかなり根に持っていた。
この企画に参加していた初期メンバーの一人「ハンサム」こと荒井伸元が番組終了後再度カンボジアに渡り、日本からの有志と共に現地に小学校を建設するのに尽力した。
別の初期メンバーの「石ゴン」こと石子貴久も番組終了直後に個人で世界一周の旅に出かけ、電波少年と旅の経験を基にしたスタディツアーの開催やカンボジアの教育支援などの事業を立ち上げている。

### 電波少年的ペナントレース
『雷波少年』の『雷波少年系熱狂的巨人ファンシリーズ』（『雷波少年系熱狂的巨人ファン』『雷波少年系熱狂的巨人ファンvs阪神ファン』および『雷波少年系熱狂的巨人ファンvs中日ファン2000』）からの派生企画で、セントラル・リーグの球団ファンの芸人6人が集結し、2002年のシーズンを通してファンのチームを応援するというものであった。参加者は、以下の通りである。後にT部長は、「パ・リーグ版もやりたかった」と語っている。
| ファン球団         | 所属事務所       | 参加者（所属するユニット名）       |
| ------------------ | ---------------- | ---------------------------------- |
| 読売ジャイアンツ   | 松竹芸能         | 松井成行（シンデレラエキスプレス） |
| 阪神タイガース     | ホリプロ         | 菊池保博（007）                    |
| ヤクルトスワローズ | ホリプロ         | 山本洋兵（こてんぱん）             |
| 中日ドラゴンズ     | 人力舎           | 大津つよし                         |
| 広島東洋カープ     | サンミュージック | うめ（楽天）                       |
| 横浜ベイスターズ   | 浅井企画         | モンモン                           |
部屋
各部屋にはそのチームのプレートが張ってあり、試合が始まるとそのプレート部分が下に下がり、テレビが現れる。音声はヘルメットに付いたヘッドフォンから流れる。応援するチームの試合のテレビ放送がない場合は、別の部屋と同じ試合が流され、途中経過及び結果が流れるのを待つというルールだった。また順位に合わせ、参加者が生活する部屋や服装が以下の通り変動する。これは『人気者でいこう!』（ABC制作・テレビ朝日系列）内の企画「芸能人格付けチェック」を基にしたもので、同率の場合は得失点差で決まる。各部屋の名称は携帯サイトによる。
| 順位 | 部屋名                   | 床           | 照明                        | 寝具・家具                 | 服装                                                                                               |
| ---- | ------------------------ | ------------ | --------------------------- | -------------------------- | -------------------------------------------------------------------------------------------------- |
| 1位  | ゴージャスな部屋         | カーペット   | シャンデリア                | ベッド いす テーブル       | フルのユニフォーム                                                                                 |
| 2位  | 控えめな和室             | 畳           | 蛍光灯                      | 布団 和机                  | 1位の服装から ズボンを脱ぐ                                                                         |
| 3位  | ワイルドな空間           | フローリング | 裸電球                      | 寝袋 ちゃぶ台              | 2位の服装から さらに上着を脱ぐ                                                                     |
| 4位  | 床一面すのこ!これは贅沢… | すのこ       | ランプ                      | 座布団 みかん箱            | 3位の服装から さらにブリーフを脱ぐ （ここが最大のポイント。これによりBクラスは常にフルチンとなる） |
| 5位  | 斬新な部屋               | むしろ       | ろうそく                    | 家具と寝具兼用のダンボール | 4位の服装からさらに アンダーシャツを脱ぐ                                                           |
| 6位  | 何もない部屋             | 土間         | なし （厳密にはテレビの光） | 寝具代わりの新聞紙         | 5位の服装からさらに ソックスを脱ぐ （要するに全裸）                                                |
ルール
試合に勝てば1日3食ゲット（近所の定食屋からの出前が取れる）。負ければ、勝つまで食事抜きとなってしまう。翌日が移動日・中止により試合が無い場合、その日の勝敗に引き続き食事の有無が決まる（勿論、前試合で負けていれば、そのまま食事抜き）。
3連勝すると「ボーナス箱」、3連敗すると「ドクロ箱」を引き指示に従う。ボーナス箱特典の「負けた翌日の特別定食」として、阪神には「かち割り定食」（かち割り10袋とライス）、ヤクルトには「ヤクルト定食」（ヤクルト10本）があった。またボーナス箱の特典の1つでもある「1位部屋に1泊」を引くと、1位部屋の人はボーナス箱を引いた人の部屋に1泊移動しなければならない。これとは逆に、ボーナス箱でありながら「6位部屋に1泊」というものがあった。これを1位部屋にいた菊池が引いてしまい、開幕からずっと6位部屋であったモンモンだけは1位部屋に1泊移動することになったが、6位部屋の全裸生活に慣れてしまったので、1位部屋で寝ることが出来なかった。
勝敗に関係なく、その日のチームが打ったホームラン1本につき「ホームランバー」を獲得する。負け続けたチームのファンは、ホームランバーが命綱となった。
オールスターゲームのときは全員がセ・リーグを応援する。負けると1位の人が「敗戦ドクロ箱」を引く。そのとき1位だった松井が引き、全員が6位部屋へ移動となった。また菊池がボーナスで引き当てたサッカー2002 FIFAワールドカップの試合がある日は全員が日本代表を応援し（グループリーグの日本代表の試合日である6月4日、9日、14日はプロ野球は休養日で試合が無かった）、日本が勝てば相手国の名物料理が食べられるというルールになっていた。ただし、チュニジア戦で勝利した際は、駄洒落でチャンジャが振舞われた。
1位と2位が10ゲーム差以上になった場合、2位以下のチームが1位のチームの試合を見る。1位のチームが勝つと2位以下のチームは食事抜きとなり、1位のチームが負けると2位以下のチームが食事獲得。1位にマジックが出た場合、2位以下のチームが全裸になり6位部屋で1位のチームの試合を見る。マジックが減ると2位以下のチームは食事抜きとなり、マジックが減らないと2位以下のチームが食事を獲得できる。マジックが消えたら全チーム元に戻ってしまう。
企画の経過
当初は6人6様の応援が見られたが、モンモンが5月の横浜が長期連敗によって11日間食事抜きとなり、全裸で尚且つ新聞紙を敷いた土間で寝るという環境の悪さから体調不良を訴え診察を受ける羽目に陥り、事の次第を聞いた医師は怒りを通り越して呆れ果てたという。結局、モンモンの体調不良は極度の栄養失調が原因であり、医師からの「無理」の一言でドクターストップ（＝強制リタイア）を宣告されて企画から退場した。その後、チアガールオーディションを開くも「全裸になりたくない」との至極当然な理由から女性応募者ゼロ。その際女装したモンモンが「モンモン子」と名乗り応募しようとオーディション会場に現れるが、その後二度と現れなかった。次にモンモンが電波少年シリーズに登場したのは、シリーズ末期の後継番組での企画であった。
残りのシーズンは5人での応援となったが、菊池が6月の阪神の長期連敗によりモンモンの11日を越える14日間食事抜きとなり、やはりドクターストップを宣言された。この時「これ以上仲間が消えるのは嫌だ」と松井が食事を譲るなど、全員が阪神を応援した。そして阪神は「負ければ本当にリタイア決定」となるラストチャンスの試合にも勝利し、菊池はかろうじてリタイアを免れた。
2002年は読売ジャイアンツがリーグ優勝（同年は日本一も果たした）し、優勝直後に松井が他の芸人に胴上げされた。また、松井は「巨人とビールかけ（「巨人」は当時ギネスブックにも掲載されていた身長の世界記録保持者）」→「さぁ、原の胴上げ」（サハラ砂漠で胴上げ）→「契約更改」（カヤック紅海）→帰ろ。（カイロ）の順番でV旅行を味わった。V旅行の模様は後身番組『電波少年に毛が生えた 最後の聖戦』内で放送された。

### 電波少年的放送局
室井滋が部屋の中でCS日本で開設した放送局のテレビ番組を行う。部屋のドアは溶接されているため天井からのブランコを使わないと出られない。さらに室井が出られないときの代役として唐木恵子（現・春野恵子）、羽田実加が出演した。また矢部太郎がFOMAを使って面白いことをレポートしていた。
ちなみに試験放送中は「たぶん世界で一番難しいクイズ番組」であった。出題から回答までの時間が72時間あり、その間、ずっと無言でスタジオにいなければならない。当然、食事は出ず、水が3時間ごとに支給される。

### 電波少年的インターポール
インターポール荘に入った髭男爵のピュアぞー（現・山田ルイ53世）、宴人の川合正悟（現・Wエンジン・チャンカワイ）、アルカリ三世の添野豪、第3別館の村山匠の4人のうち1人が海外（イタリア・インド・ハワイ）へ派遣される。そして派遣された人がその場所で遭う犯罪を見て被害にあわないように勉強しようという企画である。4人には偽企画「電波少年的あぁ美しき人生」ということにしておき、世界の名作文学の読書感想文を書かせる。オーディションにはどーよのケンキや、箱男こと川元文太なども参加していた。
日本で待機中は食事が無条件で支給されるという、電波少年では極めて異例の企画だった。しかし、そのメニューは取調室で出されるものに由来してかカツ丼のみだったため、村山がそれに耐えられずリタイヤ。リタイヤ後は村山の顔を×マークで隠していた他、テロップもリタイヤと表示していた。そのため新たにカツライスがメニューに加わった。残りの3人はその後脱出をかけて「巨乳ジャンケン」（後述）をしたが、その後「そっくりさんジャンケン」も失敗に終わり、終には「アンコールワットへの道の舗装」に投入されることとなった。
派遣された国では、インドに派遣された添野はパスポートが盗難に遭い、帰国のための渡航書発行の為に現地の日本大使館へ駆け込む羽目になったり、ハワイへ派遣されたピュアぞーがマリファナの売人が寄ってきて買わされそうになるなど過酷さを極めた。そのため企画の中には、VTRを収めたテープが犯罪の証拠品として現地の警察に押収されてしまい、放送されなかったものがあり、特にピュアぞーが出演した回については警察から返還されたテープに収録されていた部分のみ、「巨乳ジャンケン」→「そっくりさんジャンケン」終了後に後日放送された。
この企画終了後、帰りの車とは別に添野のみが拉致され、別企画への参加へを匂わせたが、帰国後に松屋のアルバイトに戻っており、企画は辞退または打ち切られたと思われる。

#### 電波少年的巨乳ジャンケン
「電波少年的インターポール」終了後に行われた企画。ピュアぞー、川合、添野の3人が海外（行先はアメリカ・フランス・ペルー。これは、3人がそれぞれ巨乳美女が多そうな国を挙げて決定した）へ行き、巨乳美女を探し出して対決する。所持品として「私は巨乳を探しています」と現地の言語（英語・フランス語・スペイン語）で書かれたメッセージボードとビデオカメラを持ち、女性に直接交渉・実際に巨乳を見せてもらう（その際、トップの部分は星のテロップで隠される）。女性を怒らせるなど苦労が絶えなかったが、3人は何とか見つけ出して女性を日本へ連れて行く。
2002年元日に放送されたスペシャルで対決。優勝はアメリカであったが、後のレギュラー放送において胸にシリコンが入っていたという不正が発覚してノーカウントとなり、「そっくりさんジャンケン」で再対決することになった。

### 電波少年的人は占いを信じて旅をすると幸せになれるのか?
占いは絶対に信じているという天城純子と本多彩子が、占いを信じて世界中を旅するという企画。100万円が旅費として渡され、これが200万円になったところで終了、のはずだったが、番組スタッフが事前に中国にあるゲリラ地帯に行かないように占い師に頼むという不正を働いたことから、さらに100万円が追加され、ゴールも400万円に増加した。
天城はイスタンブールで好きな人が現れたため途中で辞退したものの、本人も日記に書いた通り「幸せになる」という目的は達成された。その後は本多単独での旅になり、占いによりカジノで所持金を増やそうとしたが失敗し、無一文になってしまった。そのためT部長がさらに100万円を支給し、ゴールも600万円に増加しようとしたが、本多はリタイヤしそのまま日本に帰国した。
後に、本多が当時の所属事務所であるイトーカンパニーのファンクラブ会報で語ったところによると、拉致された当日は風邪を引いていたらしく、家のチャイムが鳴りスタッフの「じゃあ行こうか!」という一声からそのまま連れ出されてしまったという。ちなみに本多にとってこれが初めての海外だったという。

#### 電波少年的飛んでイスタンブール
上記の企画から派生した企画で、イスタンブールで恋愛をするために旅をする。天城はトルコの恋人と別れ日本に戻る決意をするが、この企画の趣旨は、トルコにはもっといい男がたくさんいるので、誰か他の女性がトルコ人と付き合いませんかというものだった。しかし日本から参加した女性は、多くのトルコ人と集団見合いをした結果、誰も選ばなかったため、トルコ国内で「日本のテレビ番組はトルコ人を馬鹿にするためにやってきたのか」という声が上がり、国際問題になりかけた。
本来は「電波少年的インターポール」企画終了後に放送される予定だった。お蔵入りも検討されたものの、最終的には「巨乳ジャンケン」・「そっくりさんジャンケン」の企画終了後に放送された。

### 電波少年的模倣犯
電波少年の名を騙り秋田県で無銭飲食をした男の行方を、捜査員である電波少年的地球防衛軍のブラックとブルーが追う企画。一度目の放送は通常の時間帯の放送ではなく、昼間の特別番組として放送された。当時公開中の映画『模倣犯』の宣伝も兼ねており、このときは当時SMAPの中居正広や木村佳乃がゲスト出演した。その後通常放送内で続編が放送され事件の顛末が語られている。

## ネット局
| 放送地域       | 放送局名                  | 系列                                         | ネット形態                              | 本来の時間帯に放送していた番組 | 備考 |
| -------------- | ------------------------- | -------------------------------------------- | --------------------------------------- | ------------------------------ | --- |
| 関東広域圏     | 日本テレビ（NTV）         | 日本テレビ系列                               | 制作局                                  | -                              | |
| 北海道         | 札幌テレビ（STV）         | 日本テレビ系列                               | 同時ネット                              | -                              | |
| 青森県         | 青森放送（RAB）           | 日本テレビ系列                               | 同時ネット                              | -                              | |
| 岩手県         | テレビ岩手（TVI）         | 日本テレビ系列                               | 遅れネット →2000年4月2日から同時ネット  | 『夢・見る・ピノキオ』         | 遅れネット終了時点では日曜 23:00 - |
| 宮城県         | ミヤギテレビ（MMT）       | 日本テレビ系列                               | 同時ネット                              | -                              | |
| 秋田県         | 秋田放送（ABS）           | 日本テレビ系列                               | 遅れネット                              | 『ナショナル劇場』             | 番組終了時点では土曜 1:25 - |
| 山形県         | 山形放送（YBC）           | 日本テレビ系列                               | 同時ネット                              | -                              | |
| 福島県         | 福島中央テレビ（FCT）     | 日本テレビ系列                               | 同時ネット                              | -                              | |
| 山梨県         | 山梨放送（YBS）           | 日本テレビ系列                               | 同時ネット                              | -                              | |
| 新潟県         | テレビ新潟（TeNY）        | 日本テレビ系列                               | 同時ネット                              | -                              | |
| 長野県         | テレビ信州（TSB）         | 日本テレビ系列                               | 遅れネット →1999年1月10日から同時ネット | 『信州2230TV』                 | 遅れネット終了時点では日曜 1:25 - |
| 静岡県         | 静岡第一テレビ（SDT）     | 日本テレビ系列                               | 同時ネット                              | -                              | |
| 富山県         | 北日本放送（KNB）         | 日本テレビ系列                               | 同時ネット                              | -                              | |
| 石川県         | テレビ金沢（KTK）         | 日本テレビ系列                               | 同時ネット                              | -                              | |
| 福井県         | 福井放送（FBC）           | 日本テレビ系列 テレビ朝日系列                | 遅れネット                              | 『ナショナル劇場』             | 番組終了時点では日曜午後に変則編成 |
| 中京広域圏     | 中京テレビ（CTV）         | 日本テレビ系列                               | 遅れネット                              | 『P.S.愛してる!』              | 1998年3月28日までは土曜 12:29 - 、 1998年4月5日より日曜 1:25 - （土曜深夜）、 1998年10月3日より土曜 17:30 - 、 2000年4月2日より日曜 13:00 - 、 2002年4月14日より日曜 12:30 - から放送        |
| 近畿広域圏     | 読売テレビ（ytv）         | 日本テレビ系列                               | 遅れネット                              | 『大阪ほんわかテレビ』         | 1998年3月27日までは金曜 0:50 - 、 1998年4月5日からは日曜 0:56 -（『DO-YA』の枠内）、 1998年10月4日より日曜 11:40 - 、 1999年3月7日より日曜 16:55 - 、 1999年4月18日より日曜 13:05 - から放送 |
| 鳥取県・島根県 | 日本海テレビ（NKT）       | 日本テレビ系列                               | 同時ネット                              | -                              | |
| 広島県         | 広島テレビ（HTV）         | 日本テレビ系列                               | 遅れネット                              | 『進め!スポーツ元気丸』        | 番組終了時点では日曜 13:00 - |
| 山口県         | 山口放送（KRY）           | 日本テレビ系列                               | 同時ネット                              | -                              | |
| 徳島県         | 四国放送（JRT）           | 日本テレビ系列                               | 遅れネット                              | 『ナショナル劇場』             | 番組終了時点では日曜 1:45 - |
| 香川県・岡山県 | 西日本放送（RNC）         | 日本テレビ系列                               | 同時ネット                              | -                              | |
| 愛媛県         | 南海放送（RNB）           | 日本テレビ系列                               | 同時ネット                              | -                              | |
| 高知県         | 高知放送（RKC）           | 日本テレビ系列                               | 遅れネット →1999年4月18日から同時ネット | テレビ朝日系の遅れネット番組   | 遅れネット終了時点では日曜 17:00 - |
| 福岡県         | 福岡放送（FBS）           | 日本テレビ系列                               | 遅れネット                              | 『ナイトシャッフル』           | 番組終了時点では土曜 17:00 - |
| 長崎県         | 長崎国際テレビ（NIB）     | 日本テレビ系列                               | 同時ネット                              | -                              | |
| 熊本県         | くまもと県民テレビ（KKT） | 日本テレビ系列                               | 同時ネット                              | -                              | |
| 大分県         | テレビ大分（TOS）         | 日本テレビ系列 フジテレビ系列                | 遅れネット →1999年4月18日から同時ネット | フジテレビ系の遅れネット番組   | 遅れネット終了時点では土曜 23:00 - |
| 宮崎県         | テレビ宮崎（UMK）         | フジテレビ系列 日本テレビ系列 テレビ朝日系列 | 遅れネット →1999年10月3日から同時ネット | フジテレビ系の遅れネット番組   | 遅れネット終了時点では金曜 0:50 - |
| 鹿児島県       | 鹿児島読売テレビ（KYT）   | 日本テレビ系列                               | 同時ネット                              | -                              | |
| 沖縄県         | 琉球放送（RBC）           | TBS系列                                      | 遅れネット                              | （TBS系の番組）                | 番組終了時点では水曜 0:50 - |

### ネット局に関する備考
日本テレビでの放送時間は前述の通り日曜22:30からであったが、一部の系列地方局は元々同時間帯に放送していたローカル番組または他系列局番組の遅れネットを優先させて、本番組を別の時間帯に遅れネットで放送していた。現在、当該時間帯で放送されている『日曜ドラマ』はNNN系列全局同時ネットとなっている。
読売テレビは当初、本番組を日曜11時台後半に放送していたが、『スーパーJOCKEY』の終了後の1999年4月からは日曜13:05へ移動させている。同時期に『雷波少年』も土曜深夜から日曜12時台後半へ移動させたので、同局では電波少年シリーズ2番組が連続で放送されることになった。また、中京テレビも同様にシリーズ2番組を土曜17時台にまとめて放送していた。
また、福井放送は2002年頃、『雷波少年』と『電波少年』をセットで13時から放送していた。スペシャル版が近づくと、『雷波少年』と『電波少年』を特集として2回分をまとめて放送していたが、スペシャル前は未放送になることが多かった。
特番を除いて最後まで同時ネットされなかったのは、『進め!電波少年』と同様。なお、2000年9月まではスカイパーフェクTV!のCS★日テレでも放送されていたため、先に挙げた遅れネット局の地域でもリアルタイムで見ることができた。

## スタッフ
最終回時点
- 企画：土屋敏男（2001年7月から、以前は演出・プロデューサー）
- 構成：中野俊成、海老克哉、小山薫堂、そーたに、田中直人、都築浩、鮫肌文殊、三俣麻弥、川中宏子（川中→トキワ荘）
- TM：勝見明久（後期）
- SW：村松明（後期）
- CAM：中川昭生（後期）
- MIX：今野健（後期）
- AUD：篠田裕美（後期）
- VE：三橋崇弘（後期）
- LD：東城右二
- VTR：坂本貴良（後期）
- ロケ協力：NTV映像センター（現・AX-ON）鴇田晴海（鴇田→中期から）
- 編集：須藤康則（パークタワーウエスト→社名変更でテレテックメディアパーク）
- MA：番匠康雄
- 音効：花岡英夫（CUBIC）
- 美術：小野寺一幸
- デザイン：本田恵子
- TK：山沢啓子
- 広報：三浦剛（後期）
- ディレクター：〆谷浩斗、香川春太郎、飯島冬貴、高谷和男、川邊昭宏、古立善之、松橋晃弘、近藤祐治郎（高谷以降→中期から（後期））
- 制作協力：NTV映像センター、THE WORKS、EXCEL（現:エクセリング）（EXCEL→後期）
- プロデューサー：鈴木雅人（中期から）、長濱薫（初期は制作協力）、池田秀一、西出康成（後期）
- チーフプロデューサー：吉田真（後期）
- 制作著作：日本テレビ

### 過去のスタッフ
- 構成：おちまさと、小畑良浩（小畑→途中から）
- TM：宮下英俊（中期から）、秋山真（中期から）
- TD：寺西祥次、一ノ瀬健次
- SW：市川正志
- CAM：蛭田岩夫、青木いずみ
- MIX：小澤太、菅井裕一、渡辺祐一
- AUD：神山義孝（以前はVTR→MlX）
- VE：水越睦
- VTR：田端浩、園田和伸
- ロケ協力：スウィッシュジャパン
- 美術：石川啓一郎
- デザイン：中野嘉一郎
- 広報：高木雪、片岡英彦、立柗典子
- スタイリスト：稲葉加奈子
- アシスタントプロデューサー：江口義明
- ディレクター：加藤雅之、川端基浩、小笠原豪、中西太、似鳥利行（似鳥→中期から、一時期フラッペ似鳥名義）、毛利忍
- プロデューサー：小西寛（初期は制作協力）
- チーフプロデューサー：棚次隆（1998年1月-2000年12月）、増田一穂（2001年1月-6月）、吉川圭三（2001年6月-2002年6月）

## 歴代エンディングテーマ
- 揺れながら… / Laputa
- 20世紀のマスタード / VINYL
- My Debut Song / AKIRA
- Rainy merry-go-round / FANATIC◇CRISIS
- キミの未来 / media youth
- Dream Forever / GiRL
- HANABI-la 大回転 / SEX MACHINEGUNS